# 25. September
Der 25. September ist der 268. Tag des gregorianischen Kalenders (der 269. in Schaltjahren), somit bleiben 97 Tage bis zum Jahresende.

## Ereignisse

### Politik und Weltgeschehen
- 0275: Marcus Claudius Tacitus wird durch den Senat zum Römischen Kaiser berufen.
- 1066: Der angelsächsische König Harald Godwinson besiegt Harald Hardraada, den König von Norwegen, in der Schlacht von Stamford Bridge und beendet damit die Herrschaft der Skandinavier in England, muss dabei jedoch die Küste Englands militärisch öffnen.
- 1237: In dem zwischen England und Schottland geschlossenen Vertrag von York wird die Grenze zwischen den beiden Reichen festgelegt.
- 1379: Die zerstrittenen Brüder Albrecht und Leopold teilen im Vertrag von Neuberg die Lande der Habsburger unter sich auf. Sie tun dies entgegen der Rudolfinischen Hausordnung des Herzogs Rudolf IV., in der im Jahr 1364 mit ihrem älteren Bruder die Unteilbarkeit des Besitzes vereinbart war.

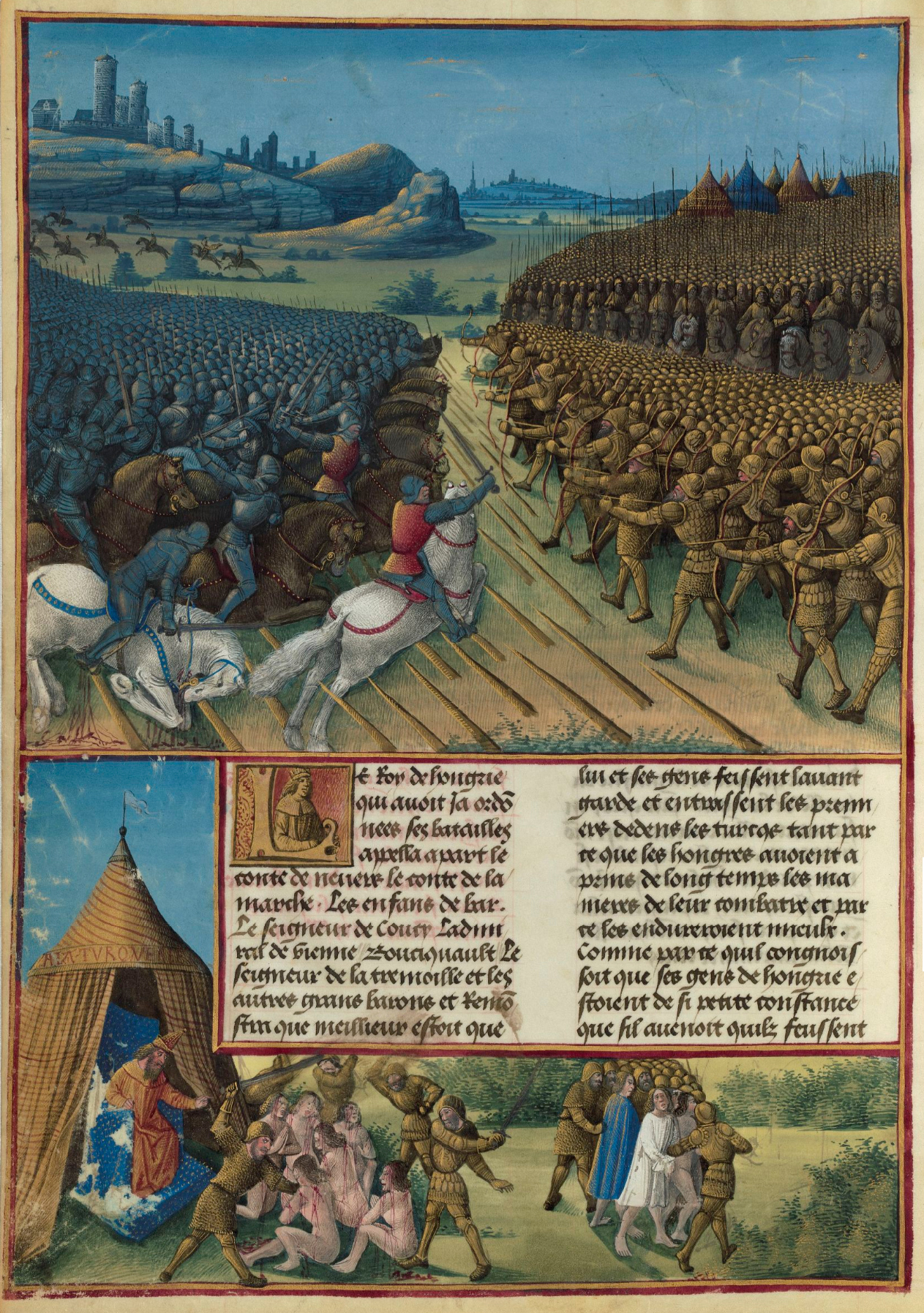
1396: Schlacht von Nikopolis, Hinrichtung der Gefangenen

- 1396: Der osmanische Herrscher Bayezid I. schlägt in der Schlacht von Nikopolis ein französisch-ungarisches Heer unter Johann Ohnefurcht und Jean II. Le Maingre vernichtend. 3000 gefangene Ritter werden sofort hingerichtet.
- 1493: Christoph Kolumbus startet in Cádiz mit 17 Schiffen zu seiner zweiten Expedition.
- 1513: Der spanische Entdecker Vasco Núñez de Balboa erblickt mit seiner Expedition das sagenhafte „Südmeer“, den Pazifischen Ozean. Vier Tage später steht er am Ufer des Pazifik.

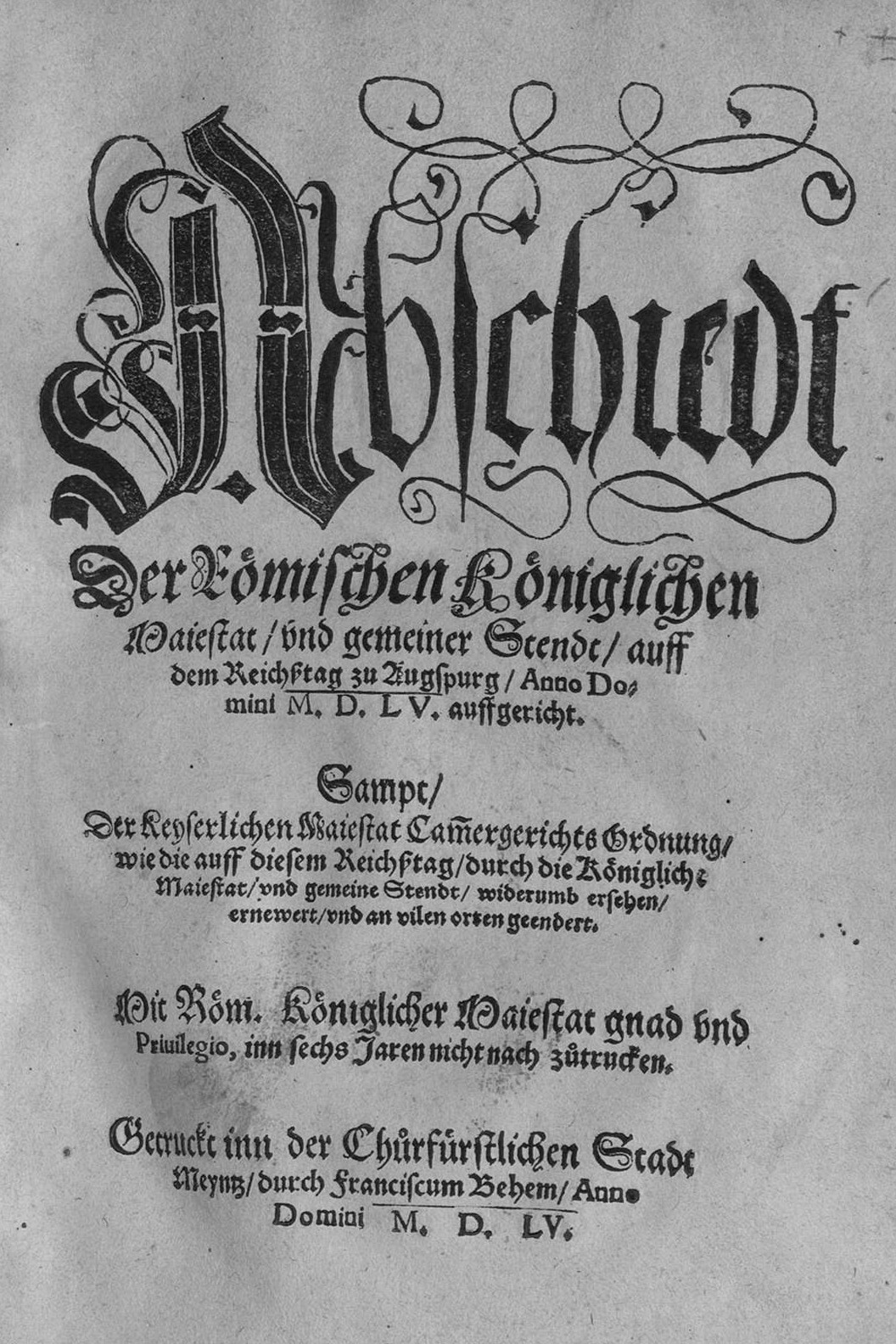
1555: Druck des Reichsabschieds von Augsburg (Titelseite)

- 1555: Der Augsburger Religionsfriede wird zwischen Kaiser Karl V. und den Reichsständen geschlossen und sichert als Reichsgesetz den Frieden und den Besitz der Anhänger des Augsburger Bekenntnisses.
- 1598: Im Konflikt um die schwedische Krone unterliegt Sigismund III. Wasa, in Personalunion König von Polen und von Schweden, seinem Onkel Karl in der Schlacht von Stångebro.
- 1621: Schwedische Truppen nehmen im Polnisch-Schwedischen Krieg die Stadt Riga ein, die anschließend mehrere Jahrzehnte in schwedischer Hand bleibt.
- 1629: Der Vertrag von Altmark zwischen Polen-Litauen und Schweden beendet den seit 1600 dauernden Polnisch-Schwedischen Krieg.
- 1742: Eine Verordnung Ludwigs XV. regelt in Frankreich das Briefgeheimnis. Postbeamten, welche Briefe und Pakete aufbrechen und sich darin enthaltene Gegenstände aneignen, droht die Todesstrafe.
- 1759: Im Siebenjährigen Krieg gewinnt das preußische Heer die Schlacht bei Hoyerswerda gegen die österreichischen Truppen.
- 1768: Nach Verletzung osmanischen Territoriums durch ein russisches Kosaken-Regiment bei Balta erklärt Sultan Mustafa III. Russland den Krieg. Der fünfte Krieg zwischen beiden Reichen bricht aus.
- 1789: Der US-Kongress beschließt zehn Zusätze zur Verfassung. 1791 erlangen sie nach Ratifizierung durch eine ausreichende Zahl von Bundesstaaten als Bill of Rights gesetzlichen Status.
- 1799: In der Zweiten Schlacht von Zürich im Zweiten Koalitionskrieg gelingt den Franzosen unter André Masséna mit Hilfe von Pontons die Überquerung der Limmat, und seine Armee nimmt Stellung auf dem Zürichberg gegen ein russisch-österreichisches Koalitionsheer.
- 1805: Im Dritten Koalitionskrieg zieht Napoleon Bonaparte gegen Österreich und überquert mit seiner Armee den Rhein.

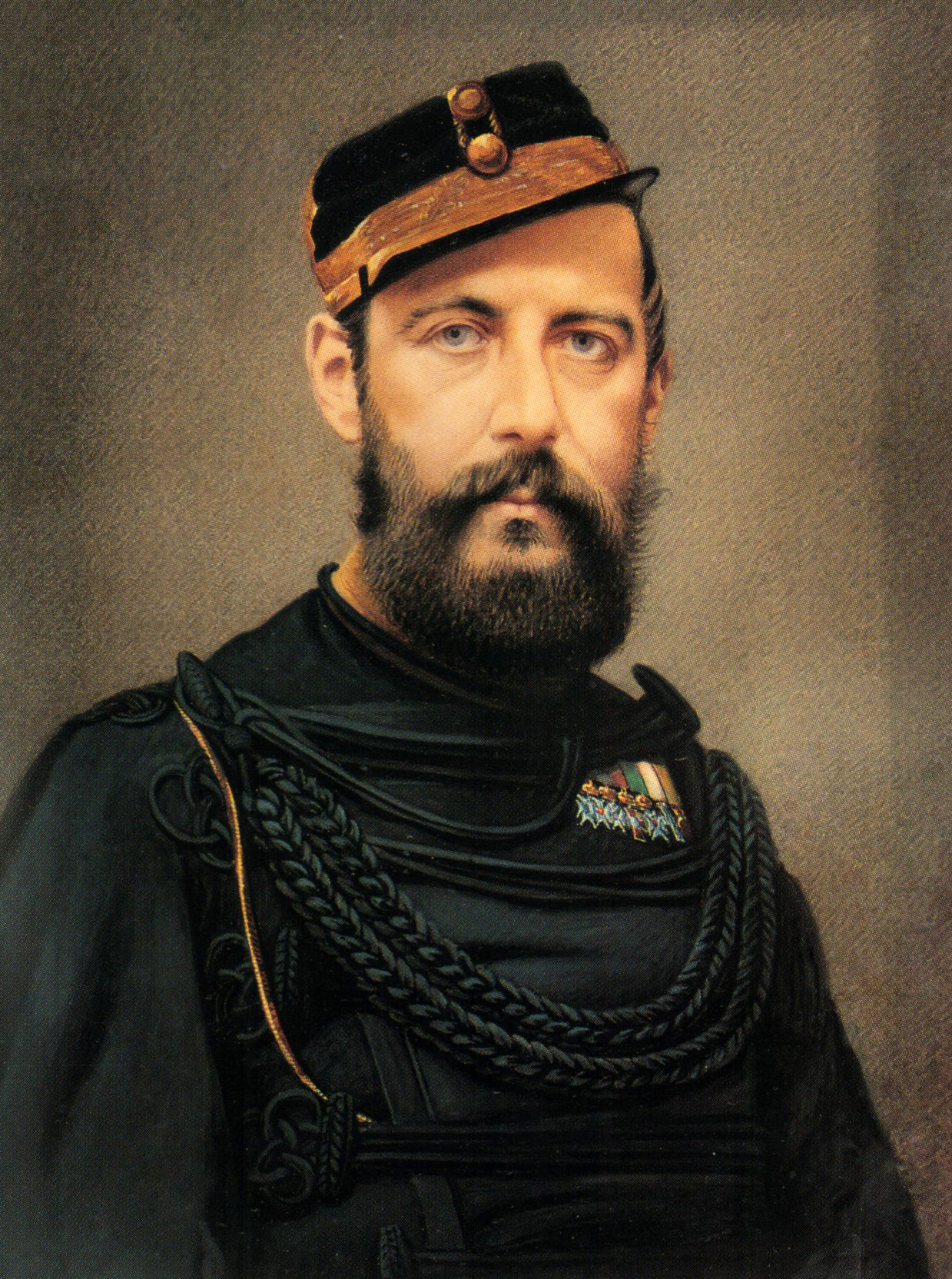
1857: Karl

- 1857: In Schweden übernimmt Kronprinz Karl die Regentschaft für seinen schwer erkrankten Vater Oskar I.
- 1904: In der Schlacht an der Pembe-Furt im Süden Angolas erleiden portugiesische Kolonialtruppen ihre bis dahin schwerste Niederlage in Subsahara-Afrika. Aufständische Cuamato-Ovambo machen mehr als 300 Mann eines 500-Mann-Kommandos nieder.
- 1915: An der Westfront beginnt mit der Herbstschlacht in der Champagne ein weiterer erfolgloser Versuch der Alliierten die deutsche front zu durchbrechen.
- 1918: Alliierte Verbände besetzen Amman (heute Hauptstand von Jordanien).
- 1944: Adolf Hitler ordnet im Zweiten Weltkrieg die Aufstellung des „Volkssturms“ an. Alle noch nicht kämpfenden „waffenfähigen Männer“ zwischen 16 und 60 Jahren sollen eingezogen werden.
- 1944: Abgeschnittene britische Fallschirmjäger beginnen während der Schlacht um Arnheim mit dem Rückzug aus den letzten noch von ihnen gehaltenen Stellungen.
- 1950: Genau drei Monate nach Beginn des Koreakrieges nehmen die Truppen der Vereinten Nationen Seoul ein.
- 1959: Ein buddhistischer Mönch, der nach der Tat zum Christentum konvertiert, verübt ein Attentat auf den ceylonesischen Premierminister S. W. R. D. Bandaranaike, der am darauffolgenden Tag seinen Verletzungen erliegt.
- 1963: Der Sturz von Präsident Juan Bosch durch das Militär führt zu einem Bürgerkrieg in der Dominikanischen Republik.
- 1969: Im marokkanischen Rabat wird die Organisation für Islamische Zusammenarbeit (OI&) gegründet.
- 1972: Die norwegische Bevölkerung entscheidet sich in einer Volksabstimmung gegen den Beitritt ihres Landes zur Europäischen Wirtschaftsgemeinschaft.

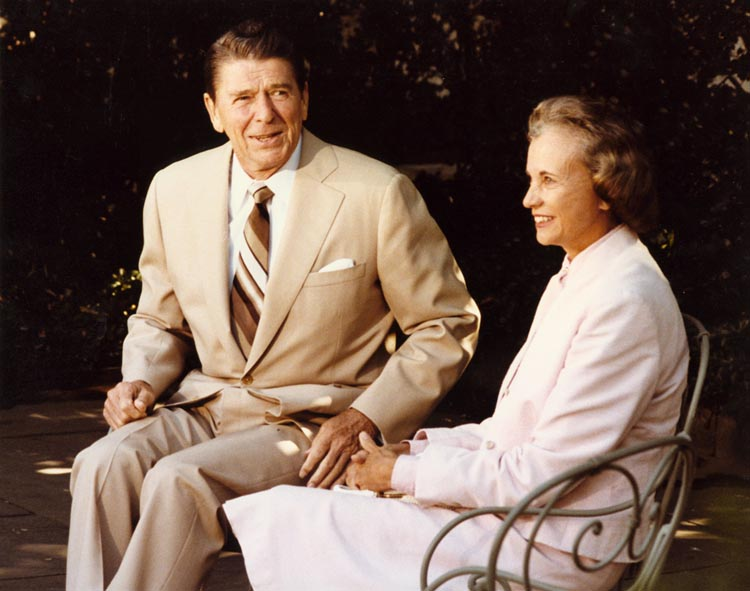
1981: Sandra Day O’Connor mit Ronald Reagan

- 1981: Sandra Day O’Connor wird als erste Frau als Richterin am United States Supreme Court vereidigt.
- 1998: Mikuláš Dzurinda wird Ministerpräsident in der Slowakei.
- 2001: Bei seinem ersten Staatsbesuch in Deutschland beeindruckt der russische Staatspräsident Wladimir Putin durch seine teilweise in fließendem Deutsch vorgetragene Rede vor dem Bundestag.
- 2005: Bei den polnischen Parlamentswahlen gewinnt die rechts-konservative Oppositionspartei PiS die Wahl. Die Wahlbeteiligung liegt allerdings bei nur 40 Prozent. Die bisherige Regierung unter der SLD verliert die Wahlen besonders deutlich und erhält nur etwa 11 Prozent der Stimmen.
- 2017: Die Regierung der Autonomen Region Kurdistan im Irak hält trotz des Verbotes durch das Oberste Gericht ein Referendum über die Unabhängigkeit ab.

### Wirtschaft

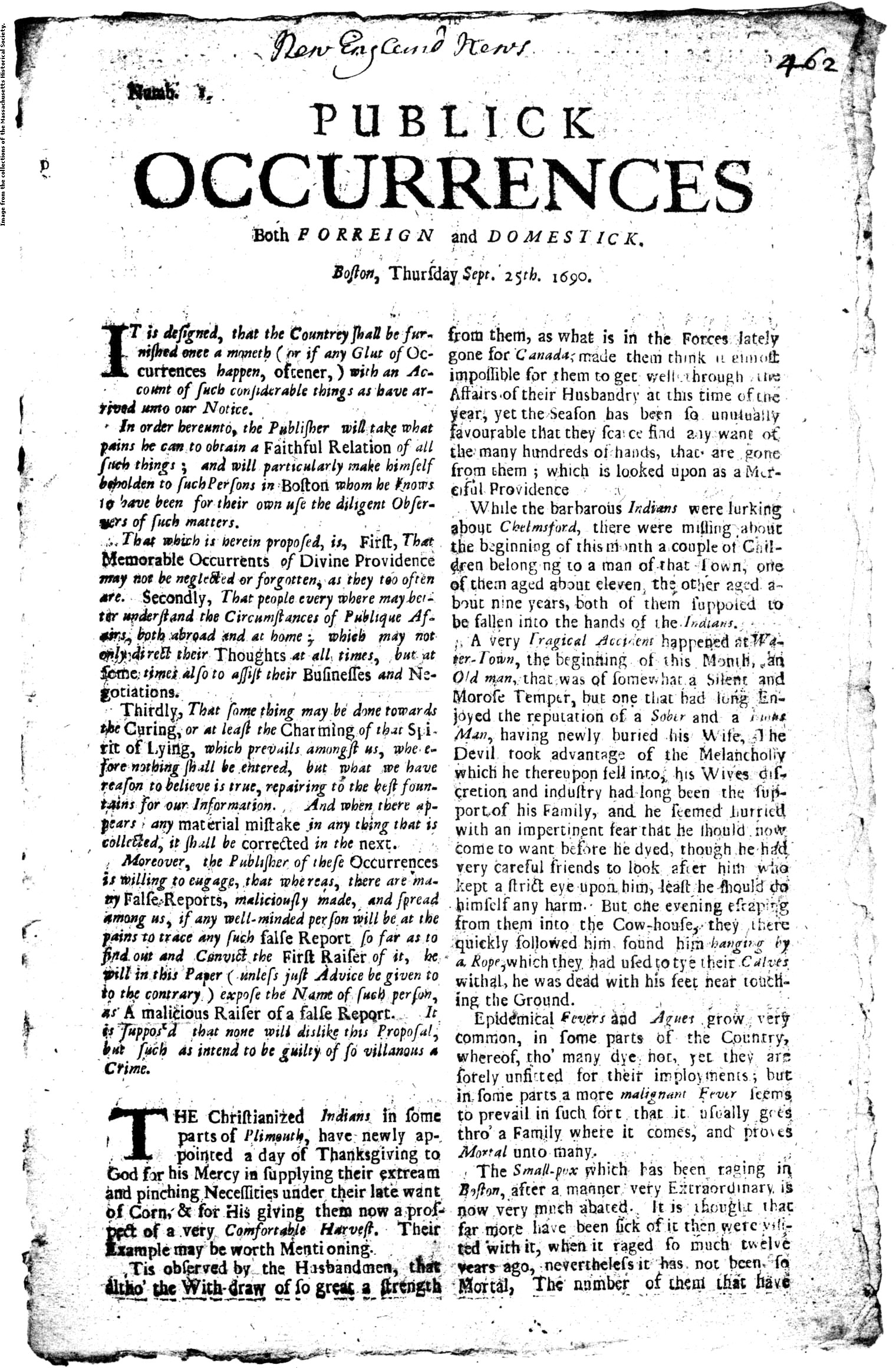
1690: Die erste amerikanische Zeitung

- 1690: Ein sehr kurzes Aufblühen hat die Presse in den englischen Kolonien in Nordamerika. Die Zeitung Publick Occurrences Both Foreign and Domestick erscheint erst- und zugleich letztmals, weil sie von den britischen Behörden Neuenglands sofort verboten wird.
- 1849: Mit der Eröffnung des Abschnitts Eisenach–Gerstungen ist die von der Thüringischen Eisenbahn-Gesellschaft errichtete Gesamtstrecke der Thüringer Bahn fertiggestellt.
- 1877: In den USA wird Henry C. Clark ein Patent für den von ihm erfundenen verstellbaren Schiffhobel aus Metall erteilt.
- 1912: Der Börsenverein der Deutschen Buchhändler verkündet in Leipzig die Errichtung der Deutschen Bücherei.
- 2009: Auf dem dritten Treffen der Gruppe der zwanzig wichtigsten Industrie- und Schwellenländer G20 innerhalb eines Jahres im US-amerikanischen Pittsburgh wird festgestellt, dass die großen Industriestaaten (Gruppe der Acht) nicht mehr in der Lage sind, die Entwicklung der Weltwirtschaft alleine zu sichern, und den aufstrebenden Entwicklungsländern fortan eine bedeutendere Rolle zukommt.

### Wissenschaft und Technik
- 1956: Das transatlantische Fernsprechkabel TAT-1 wird zwischen Europa (Schottland) und Nordamerika (Kanada) in Betrieb genommen. Über dieses See-Telefonkabel können gleichzeitig 36 Gespräche übertragen werden.
- 1983: Die 417 km lange TGV-Strecke von Paris nach Lyon wird in ihrer vollen Länge eröffnet, nachdem seit 1981 die Züge auf einer Teilstrecke verkehrten.
- 1992: Der Main-Donau-Kanal wird nach 32-jähriger Bauzeit fertiggestellt.
- 1992: Die NASA-Raumsonde Mars Observer wird gestartet, dessen Kontakt knapp ein Jahr später abbricht.

### Kultur
- 1722: Der politische Kannengießer, eine Komödie in fünf Akten von Ludvig Holberg, wird in Kopenhagen uraufgeführt.
- 1818: Die Uraufführung der Oper Il Barone di Dolsheim von Giovanni Pacini findet am Teatro alla Scala in Mailand statt.
- 1855: Die Dresdner Gemäldegalerie Alte Meister des Baumeisters Gottfried Semper wird eröffnet.

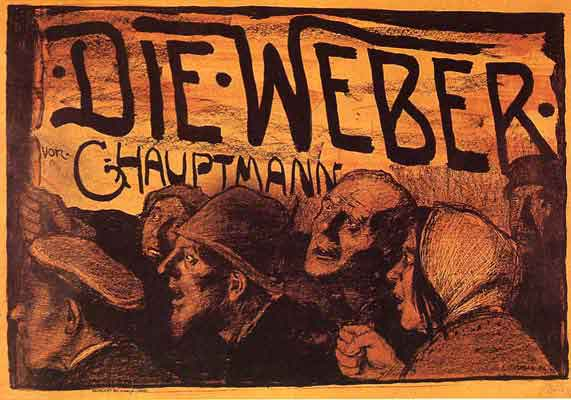
1894: Poster von Emil Orlik

- 1894: Am Deutschen Theater Berlin wird nach der Aufhebung des Aufführungsverbots Gerhart Hauptmanns sozialkritisches Drama Die Weber über den Weberaufstand 1844 uraufgeführt.
- 1903: Mit einer Aufführung des Tannhäuser von Richard Wagner wird das neue Stadttheater in Bern eingeweiht.
- 1961: Die Uraufführung der Oper Alkmene von Giselher Klebe findet an der Deutschen Oper Berlin statt.
- 1969: Die Uraufführung der Oper 200.000 Taler von Boris Blacher findet in der Deutschen Oper Berlin statt.
- 1988: Das Essener Opernhaus, das Aalto-Theater, wird mit einer Aufführung von Richard Wagners Die Meistersinger von Nürnberg eröffnet.

### Gesellschaft
- 1974: Initiiert von Mildred Scheel wird in Bonn die Deutsche Krebshilfe gegründet.

### Religion
- 0774: Der erste Salzburger Dom wird von Abtbischof Virgil geweiht.

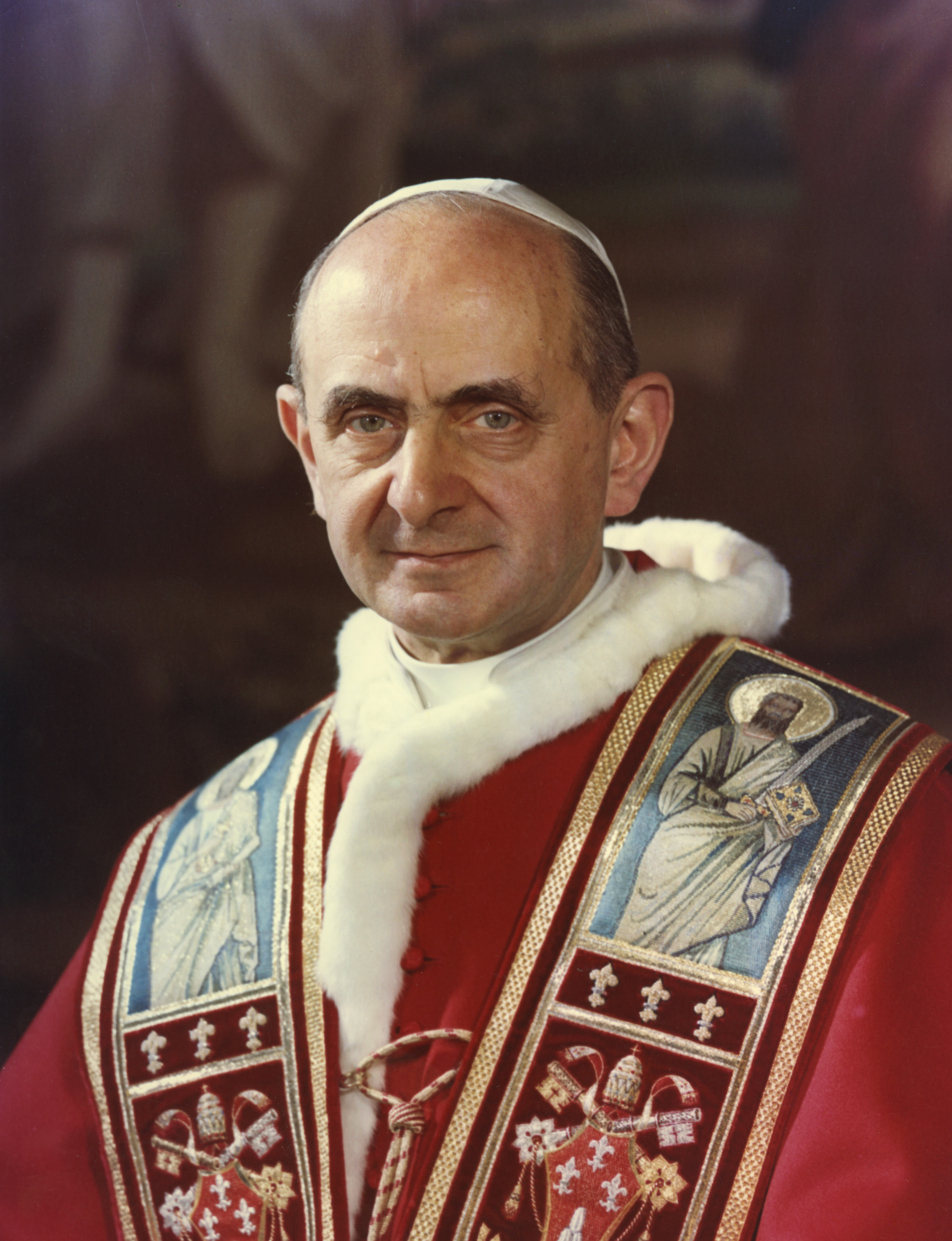
1969: Paul VI.

- 1969: Die Ottaviani-Intervention gegen die Liturgiereform des Zweiten Vatikanischen Konzils wird an Papst Paul VI. übermittelt.
- 2000: In Buenos Aires wird mit dem Islamischen Kulturzentrum König Fahd auch die größte Moschee in Lateinamerika eingeweiht.

### Katastrophen
- 1911: Der französische Panzerkreuzer Liberté explodiert im Hafen von Toulon. Insgesamt kommen 204 Menschen ums Leben, davon 143 Besatzungsmitglieder der Liberté. 185 Personen werden verletzt
- 1978: Über San Diego stößt eine Boeing 727 der Pacific Southwest Airlines mit einem Sportflugzeug vom Typ Cessna 172 zusammen. Beim Absturz des Pacific-Southwest-Airlines-Fluges 182 sterben insgesamt 144 Menschen.

Kleinere Unglücksfälle sind in den Unterartikeln von Katastrophe und in der Liste von Katastrophen aufgeführt.

### Natur und Umwelt

1890: Sequoia-Nationalpark

- 1890: US-Präsident Benjamin Harrison setzt mit seiner Unterschrift das Gesetz über die Errichtung des Sequoia Nationalparks in Kalifornien in Kraft. Fauna und Flora, darunter Riesenmammutbäume, sollen geschützt und für die Nachwelt erhalten werden.

### Sport
- 1970: Auf der Hauptversammlung des Österreichischen Alpenvereins wurde mit dem Nord-Süd-Weitwanderweg der erste österreichische überregionale Weitwanderweg eröffnet.
- 2005: Der Spanier Fernando Alonso sichert sich mit dem dritten Platz im GP von Brasilien seinen ersten Weltmeistertitel. Er war bis dahin der jüngste Formel-1-Weltmeister.

Einträge von Leichtathletik-Weltrekorden befinden sich unter der jeweiligen Disziplin unter Leichtathletik.

## Geboren

### Vor dem 18. Jahrhundert
- 1358: Ashikaga Yoshimitsu, japanischer Shogun
- 1403: Ludwig III., Titularkönig von Neapel, Herzog von Anjou und Touraine, Graf von Provence und Maine
- 1449: Niccolò Machiavelli, Florentiner Politiker und Cousin des gleichnamigen Autors
- 1450: Ursula von Brandenburg, Herzogin von Münsterberg und Oels sowie Gräfin von Glatz
- 1525: Stephen Borough, englischer Seefahrer und Entdecker
- 1528: Otto II., Herzog von Braunschweig-Harburg

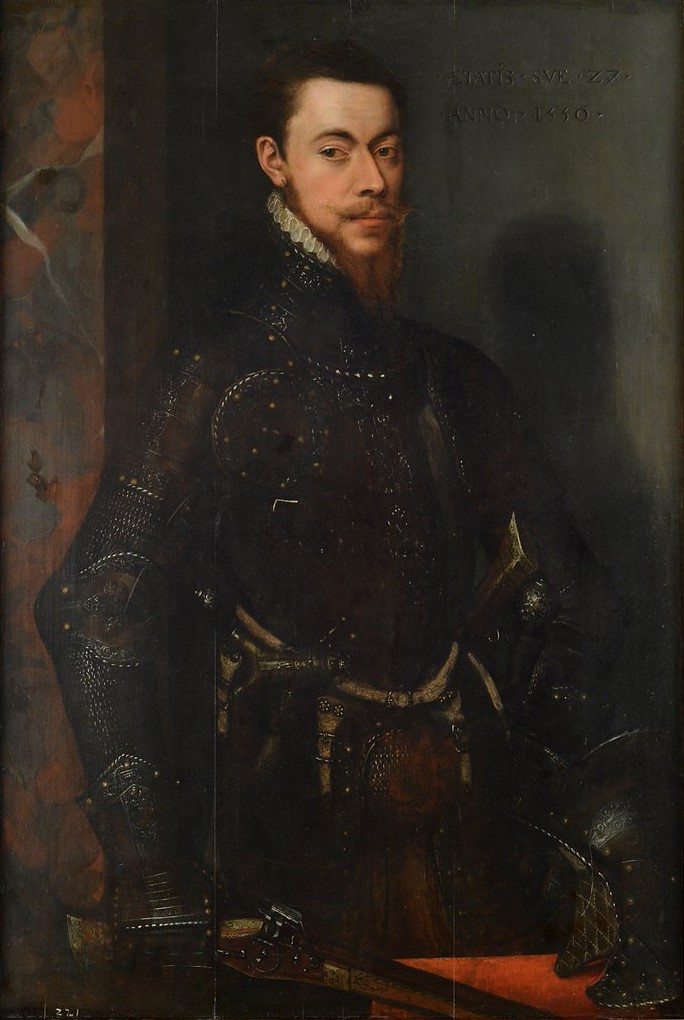
Günther XLI. (* 1529)

- 1529: Günther XLI. von Schwarzburg-Arnstadt, deutscher Adliger
- 1548: Benedikt Wurzelbauer, deutscher Bildhauer und Erzgießer
- 1562: Johann (II.) von Pasqualini, deutscher Architekt und Festungsbauer
- 1584: Georg Rodolf Weckherlin, deutscher Lyriker
- 1590: David Blondel, französischer reformierter Theologe
- 1599: Francesco Borromini, italienischer Baumeister
- 1602: Georg Christoph von Haslang, kurbayrischer Gesandter bei den Westfälischen Friedensverhandlungen
- 1607: Dorothea von Anhalt-Zerbst, Fürstin von Braunschweig-Wolfenbüttel
- 1613: Claude Perrault, französischer Architekt, Kunsttheoretiker, Altphilologe, Mediziner und Naturwissenschaftler
- 1616: Alexander Morus, französisch-schottischer evangelischer Geistlicher und Hochschullehrer
- 1645: Georg Wartmann, Bürgermeister von St. Gallen
- 1660: Woldemar von Löwendal, dänisch-norwegischer Adliger und kursächsischer Oberhofmarschall
- 1663: Johann Nicolaus Hanff, deutscher Organist und Komponist
- 1680: Adam Franz Fürst von Schwarzenberg, österreichischer Obersthofmarschall
- 1683: Jean-Philippe Rameau, französischer Komponist und Musiktheoretiker (Taufdatum)
- 1693: Johann Caspar Delius, Gründer der gleichnamigen Unternehmerdynastie in Bielefeld
- 1694: Henry Pelham, Premierminister von Großbritannien

### 18. Jahrhundert
- 1710: Johann Adam Löw, deutscher evangelischer Geistlicher

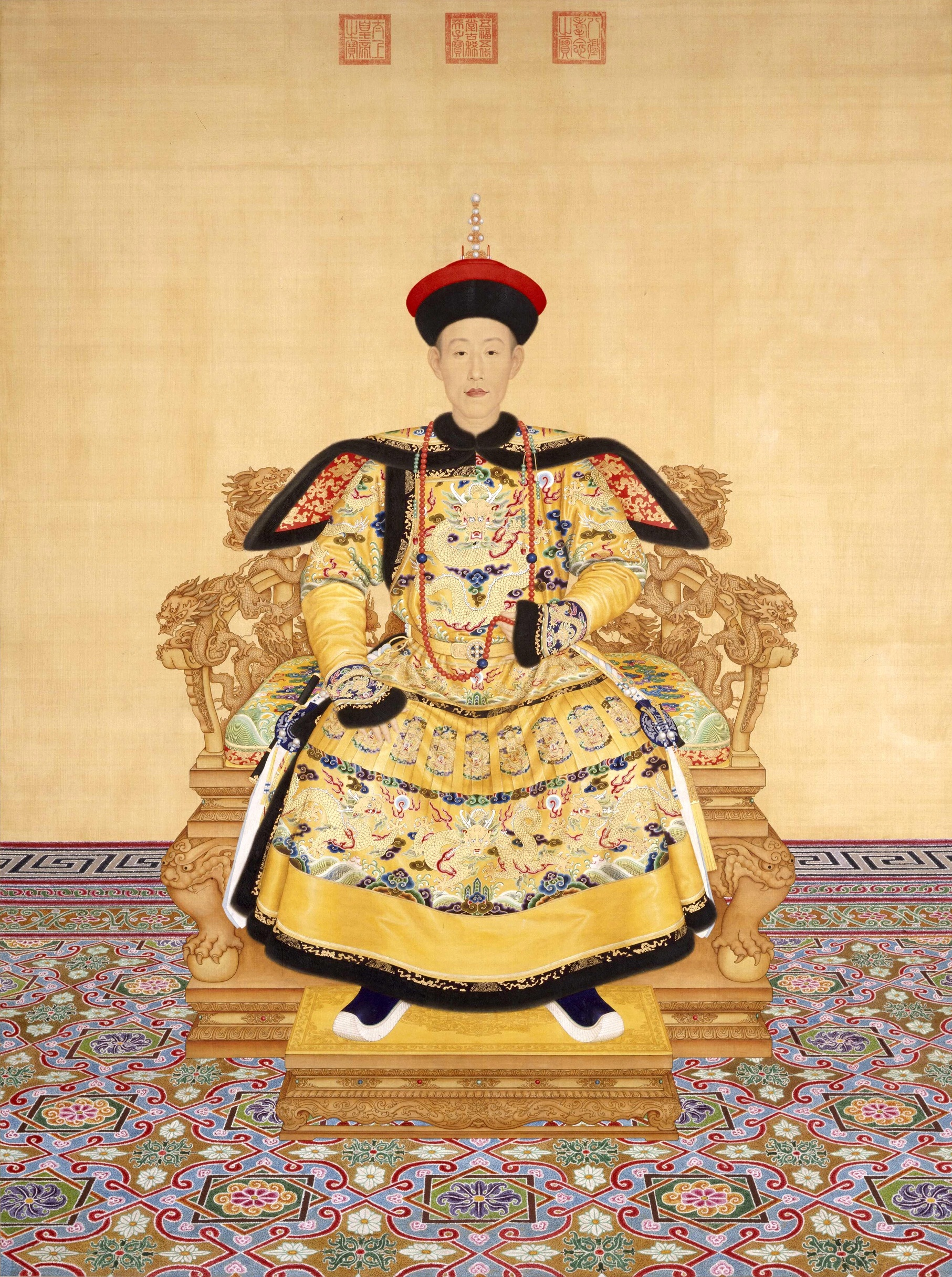
Qianlong (* 1711)

- 1711: Qianlong, chinesischer Kaiser
- 1715: Viktoria Charlotte von Anhalt-Bernburg-Schaumburg-Hoym, Markgräfin von Brandenburg-Bayreuth
- 1718: Martin Johann Schmidt, österreichischer Maler
- 1720: Hermann Gottfried Pauli, deutscher Theologe
- 1725: Nicholas Cugnot, französischer Artillerieoffizier und Erfinder
- 1728: Francesco Bartolozzi, italienischer Kupferstecher
- 1729: Christian Gottlob Heyne, deutscher Philologe und Archäologe
- 1734: Louis René Édouard de Rohan-Guéméné, letzter Fürstbischof von Straßburg und Protagonist der Halsbandaffäre
- 1741: Václav Pichl, tschechischer Geiger, Komponist und Musikdirektor

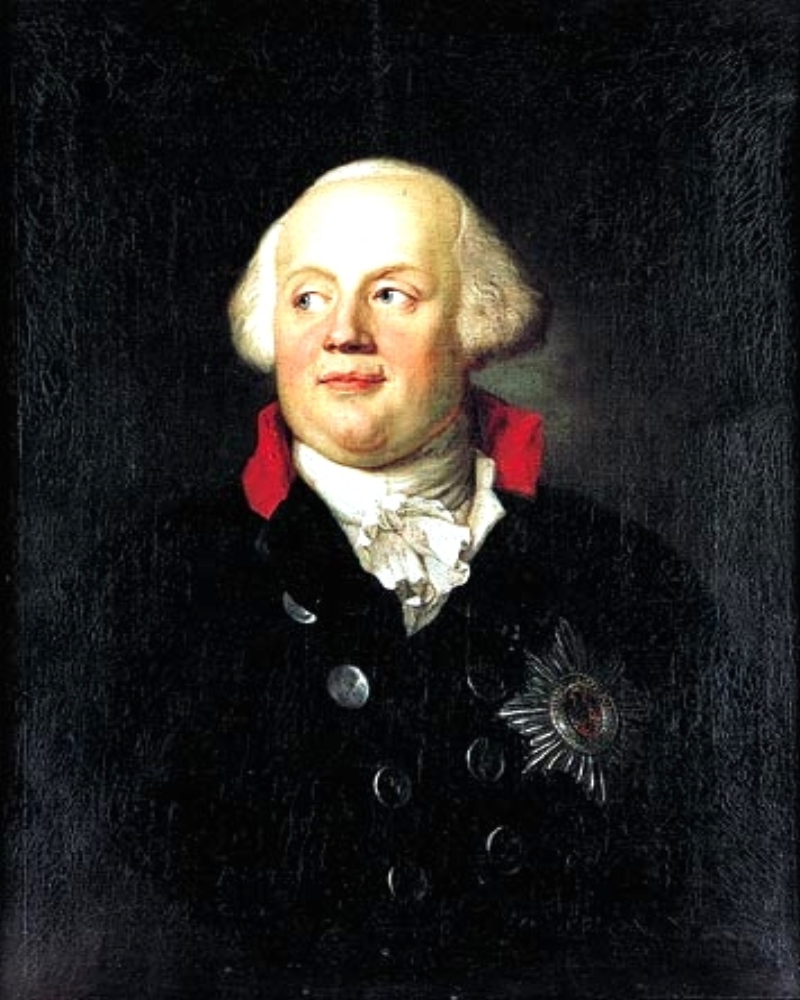
Friedrich Wilhelm II. (* 1744)

- 1744: Friedrich Wilhelm II., preußischer König
- 1746: Luise Mejer, Hannoveraner Großbürgerin
- 1749: Abraham Gottlob Werner, deutscher Mineraloge und Begründer der Geognosie
- 1752: Carl Stenborg, schwedischer Komponist
- 1753: Georg Wilhelm Sigismund Beigel, deutscher Diplomat, Bibliothekar, Naturforscher und Mathematiker
- 1758: Josepha Auernhammer, österreichische Pianistin und Komponistin
- 1758: Maria Anna Thekla Mozart, das Bäsle, Cousine von Wolfgang Amadeus Mozart
- 1758: Franz Michael Vierthaler, österreichischer Pädagoge und Schulreformer, Schriftsteller und Journalist
- 1764: Fletcher Christian, britischer Seemann, Anführer der Meuterei auf der Bounty
- 1765: Joseph Le Bon, französischer Revolutionär

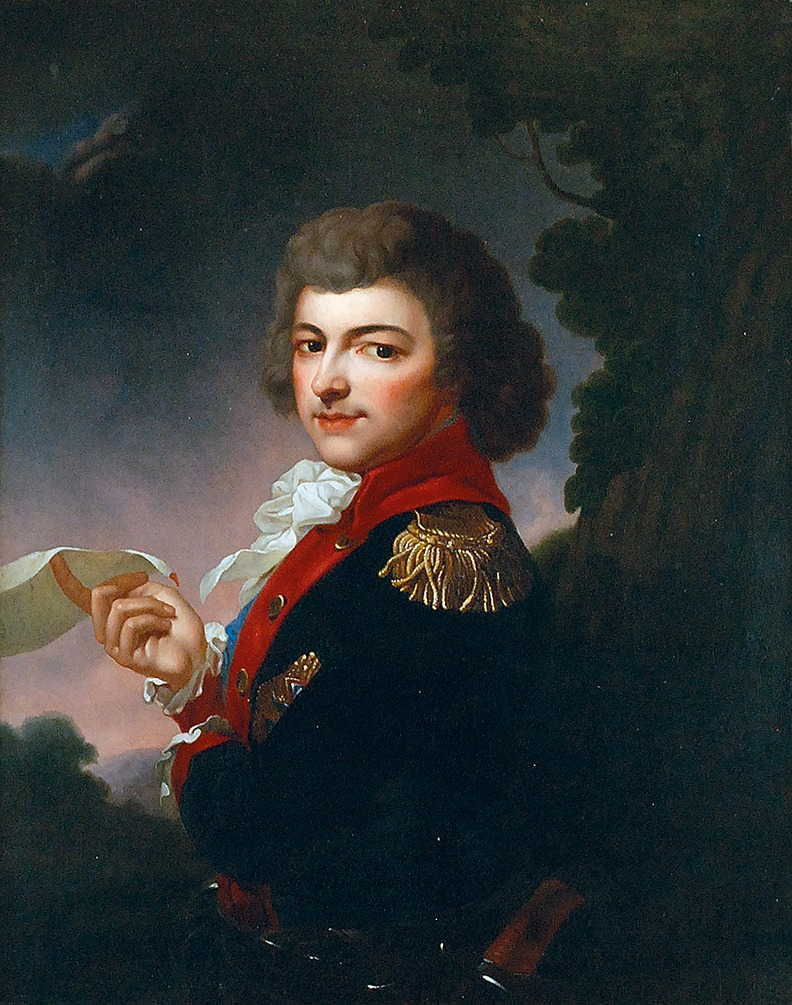
Michał Kleofas Ogiński (* 1765)

- 1765: Michał Kleofas Ogiński, polnisch-litauischer Komponist, Politiker und Diplomat
- 1766: Armand Emmanuel du Plessis, duc de Richelieu, französischer und russischer Staatsmann
- 1768: Gottfried Mind, Schweizer Zeichner
- 1772: Jürgen Paul Prahl, deutscher Knochenhauermeister und Opfer der französischen Okkupation
- 1772: Henrich zu Stolberg-Wernigerode, Regent über die Grafschaft Wernigerode
- 1773: Gaspard de Chabrol, französischer Verwaltungsbeamter
- 1775: Ernst Georg Julius Hecht, deutscher Jurist
- 1777: Franz Brunsvik, ungarischer Adliger, Violoncellist und Theaterunternehmer
- 1784: Friedrich Friesen, deutscher Turnpädagoge und Freiheitskämpfer
- 1792: Christian Gottlob Steinmüller, deutscher Orgelbauer
- 1798: Henry Scheffer, französischer Maler
- 1799: Luisa Cáceres de Arismendi, venezolanische Nationalheldin

### 19. Jahrhundert

#### 1801–1850
- 1807: Alfred Vail, US-amerikanischer Ingenieur und Erfinder

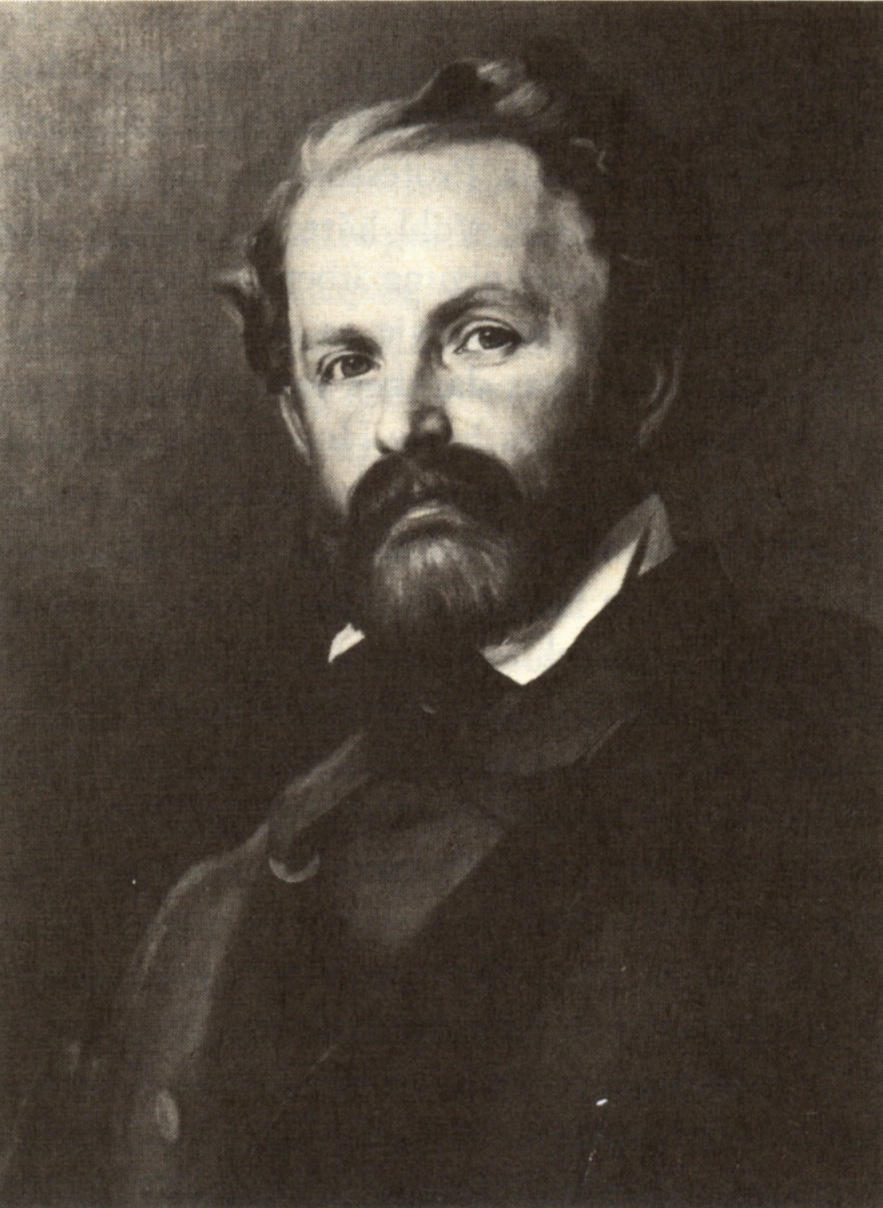
Karl Biedermann (* 1812)

- 1812: Karl Biedermann, deutscher Philosoph, Staatswissenschaftler, Publizist und Politiker, Abgeordneter in der Frankfurter Nationalversammlung, MdL, MdR
- 1812: Jean-Baptiste Singelée, belgischer Komponist, Violinist und Dirigent
- 1816: Antoni Kątski, polnischer Komponist und Pianist
- 1824: Adolf Aich, deutscher Geistlicher
- 1825: Victor Delannoy, französischer Komponist und Musikpädagoge
- 1825: Joachim Heer, Schweizer Politiker, Nationalrat, Bundesrat, Bundespräsident
- 1830: Karl Klindworth, deutscher Komponist und Dirigent
- 1831: Luzius Raschein, Schweizer Landwirt, Jurist und Politiker
- 1833ː Mauritia Mayer, deutsche Pensionsinhaberin
- 1834: Louis Douzette, deutscher Maler

#### 1851–1900
- 1851: Carl Jatho, deutscher evangelischer Pfarrer
- 1853: Juan Francisco González, chilenischer Maler
- 1854: Roberto Hazon, italienischer Dirigent und Musikpädagoge
- 1855: Aeba Kōson, japanischer Schriftsteller und Theaterkritiker

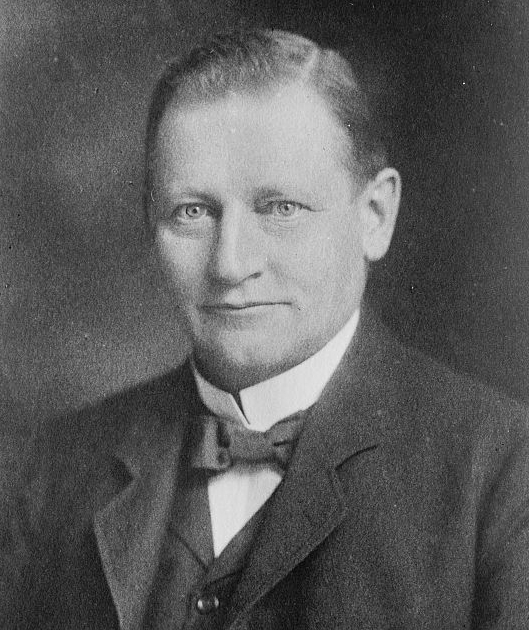
Albrecht Penck (* 1858)

- 1858: Albrecht Penck, deutscher Geograph und Geologe, Vater von Walther Penck
- 1859: Johannes Kirchner, deutscher Altphilologe
- 1862: Léon Boëllmann, französischer Organist und Komponist
- 1862: Max Dreyer, deutscher Schriftsteller und Dramatiker
- 1862: Karl Geiser, Schweizer Hochschullehrer, Behördenleiter und Heimatforscher
- 1862: Julius Schwarz, deutscher Orgelbauer
- 1866: Thomas Hunt Morgan, US-amerikanischer Genetiker, Nobelpreisträger
- 1867: Augusto de Vasconcelos, portugiesischer Arzt, Diplomat und Politiker, Außenminister, Ministerpräsident
- 1869: Rudolf Otto, deutscher Theologe
- 1870: Paul Arndt, deutscher Nationalökonom
- 1875: Fernando Álvarez de Sotomayor, spanischer Maler

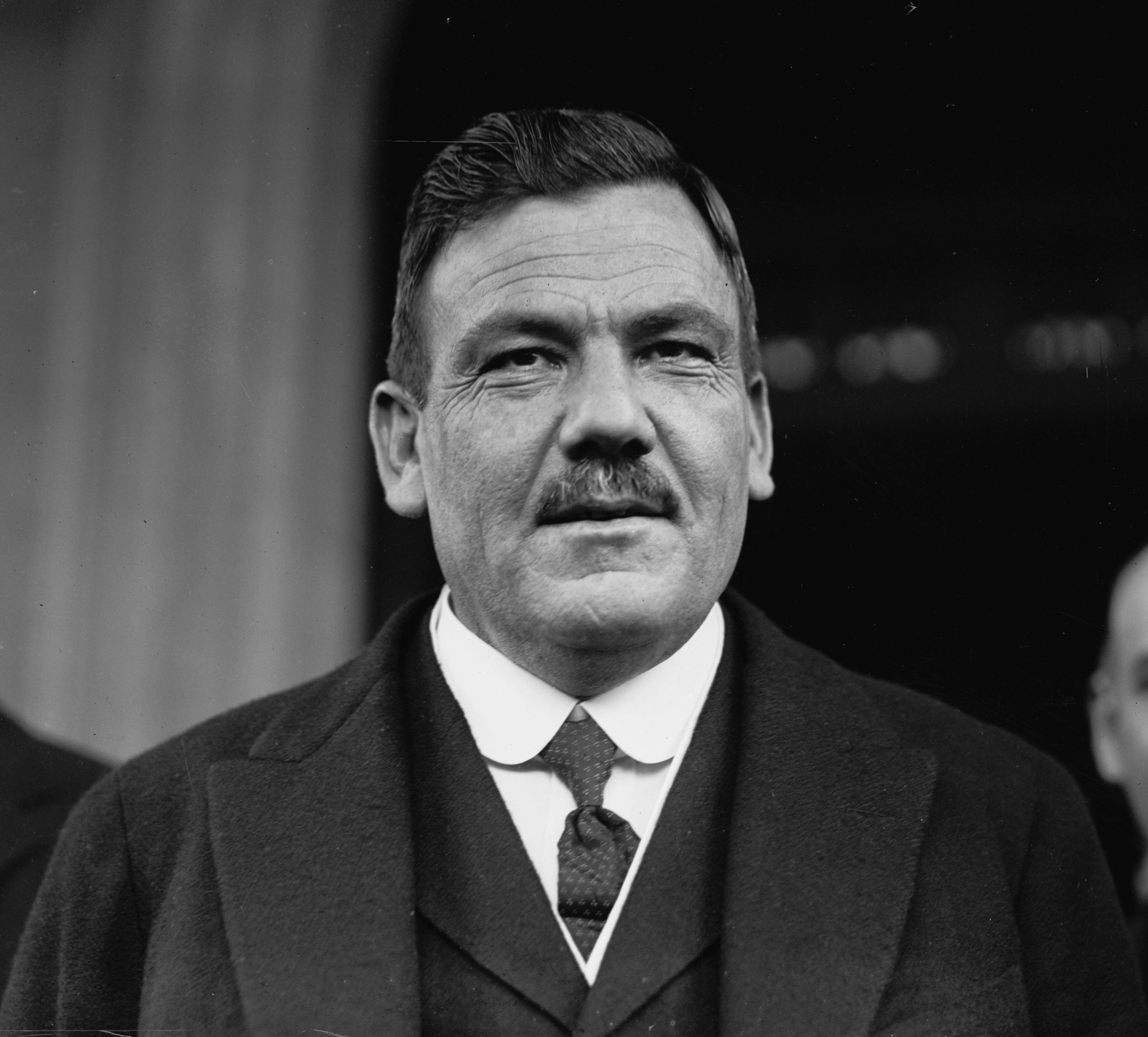
Plutarco Elías Calles (* 1877)

- 1877: Plutarco Elías Calles, mexikanischer Offizier und Politiker, Staatspräsident
- 1881: Karl Siegle, deutscher Politiker, Gewerkschafter und Widerstandskämpfer gegen das NS-Regime
- 1886: Charles Armstrong, US-amerikanischer Mediziner
- 1886: Edward Stuart McDougall, kanadischer Richter am Internationalen Militärgerichtshof für den Fernen Osten
- 1886: Émile Lamarre, kanadischer Sänger
- 1886: Kondō Nobutake, japanischer Admiral
- 1886: Kurt Oppenheim, deutscher Unternehmer, Manager und Chemiker
- 1887: Jacques Margueritte, französischer Automobilrennfahrer
- 1887: Armand Weiser, österreichischer Architekt und Fachschriftsteller

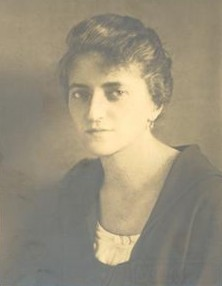
Valli Kafka (* 1890)

- 1890ː Valli Kafka, Schwester von Franz Kafka, Opfer des Holocaust
- 1890: Grigori Michailowitsch Semjonow, russischer General
- 1892: Jean Pouzet, französischer Automobilrennfahrer
- 1895: Friedrich Gustav Jaeger, deutscher Offizier, Widerstandskämpfer des 20. Juli 1944
- 1896: Jacques Errera, belgischer Physikochemiker
- 1896: Robert Gerhard, katalanischer Komponist
- 1896: Sandro Pertini, italienischer Politiker
- 1897: Otto Fürst von Bismarck, deutscher Diplomat
- 1897: William Faulkner, US-amerikanischer Schriftsteller, Nobelpreisträger
- 1899: Corneliu Zelea Codreanu, rumänischer Nationalist, Führer der Eisernen Garde
- 1899: Ricard Lamote de Grignon i Ribas, katalanischer Dirigent und Komponist
- 1899: Archimede Rosa, italienischer Automobilrennfahrer

### 20. Jahrhundert

#### 1901–1925
- 1901: Robert Bresson, französischer Regisseur
- 1901: Carlos Suffern, argentinischer Komponist

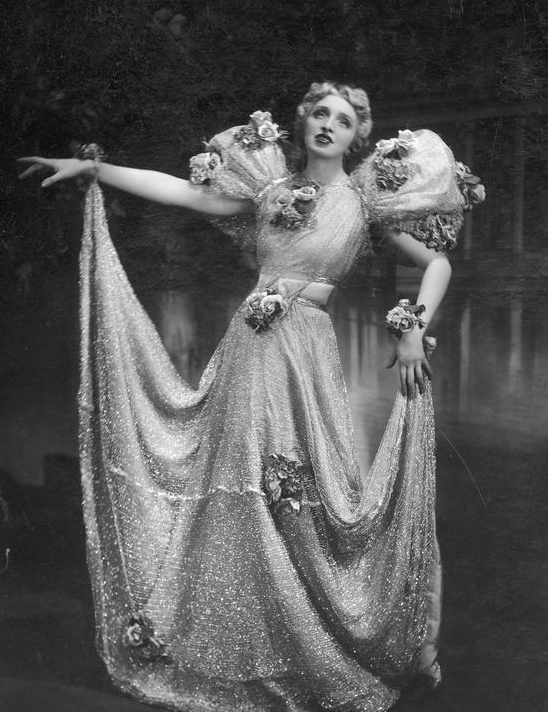
Hanka Ordonówna (* 1902)

- 1902: Hanka Ordonówna, polnische Sängerin und Schauspielerin
- 1902: Ernst von Salomon, deutscher Schriftsteller
- 1902: Jenő Takács, ungarisch-österreichischer Komponist, Pianist, Pädagoge und Musikethnologe
- 1903: Olive Ann Beech, US-amerikanische Unternehmerin
- 1903: Gaston Fourrier, französischer Handelsvertreter und Politiker
- 1903: Mark Rothko, US-amerikanischer Künstler
- 1903: Benno von Wiese, deutscher Germanist
- 1904: Horst Michel, deutscher Formgestalter
- 1904: Ernst Zwilling, österreichischer Reiseschriftsteller
- 1905: Mao Zetan, chinesischer Kommunist, Bruder von Mao Zedongs
- 1906: Alo Altripp, deutscher Maler und Grafiker
- 1906: Madeleine Bourdouxhe, belgische Schriftstellerin
- 1906: José Figueres Ferrer, costa-ricanischer Politiker, Staatspräsident
- 1906: Jaroslav Ježek, tschechischer Komponist

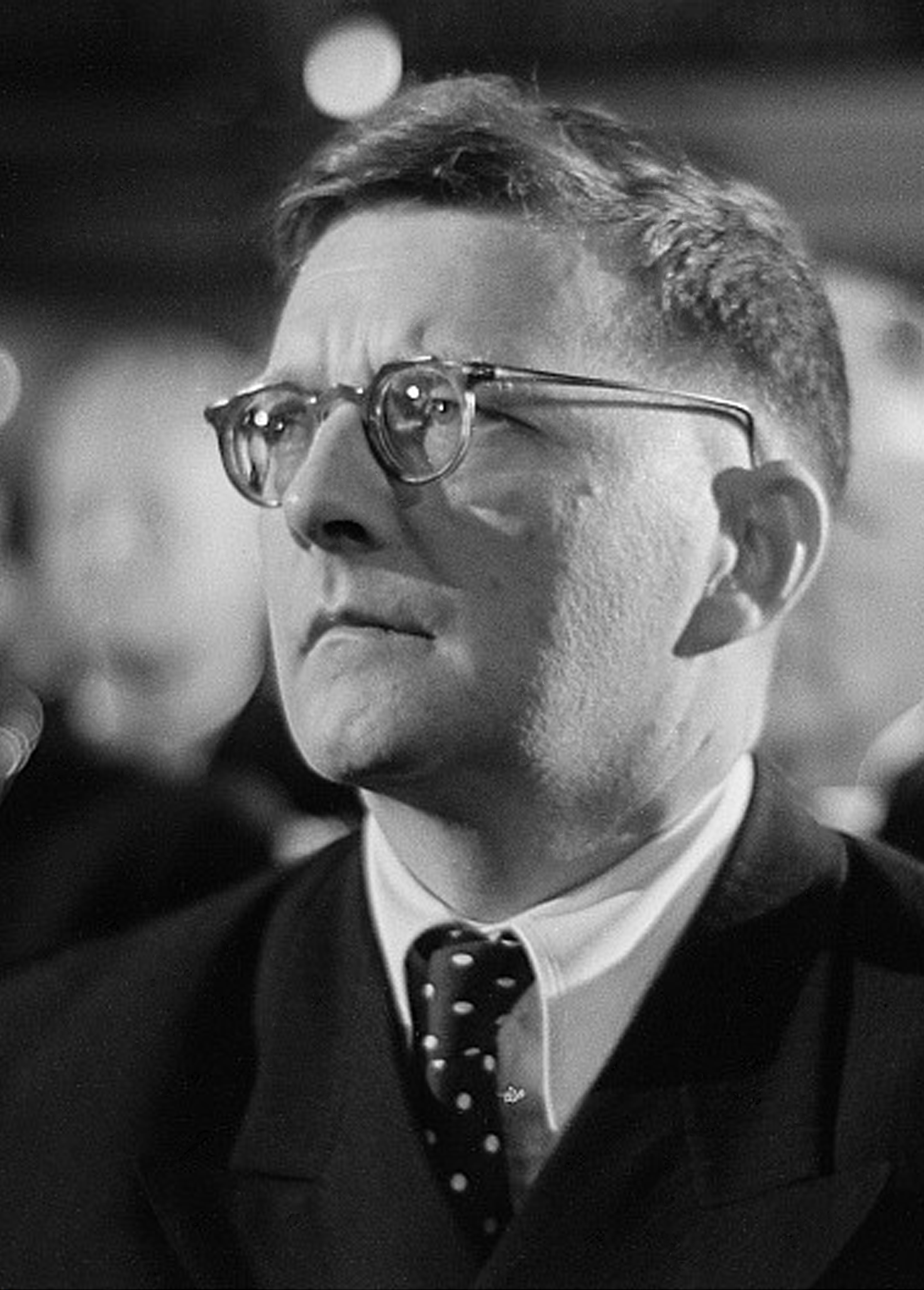
Dmitri Schostakowitsch (* 1906)

- 1906: Dmitri Dmitrijewitsch Schostakowitsch, sowjetischer Komponist, Pianist und Pädagoge
- 1907: Jan Felderhof, niederländischer Komponist
- 1908: Jacqueline Audry, französische Filmregisseurin
- 1910: Johannes Asdonk, deutscher Arzt
- 1911: Hans Puvogel, deutscher Jurist und Politiker, Landesminister
- 1911: Eric Eustace Williams, Regierungschef von Trinidad und Tobago
- 1913: Martin Aku, togoisch-französischer Arzt, Autor und Politiker
- 1913: Josef Bican, tschechoslowakisch-österreichischer Fußballspieler
- 1915: Carlo Bandirola, italienischer Motorradrennfahrer
- 1916: Jessica Anderson, australische Schriftstellerin
- 1916: Tolia Nikiprowetzky, russischer Komponist
- 1916: Friedrich Thielen, deutscher Politiker, MdBB, Mitbegründer und erster Bundesvorsitzender der NPD
- 1917: Heimo Kuchling, österreichischer Kunsttheoretiker
- 1920: Sergei Fjodorowitsch Bondartschuk, russischer Schauspieler und Regisseur
- 1922: Erik Darling, US-amerikanischer Sänger und Musiker

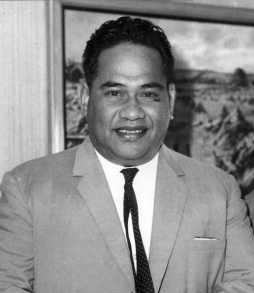
Hammer DeRoburt (* 1922)

- 1922: Hammer DeRoburt, nauruischer Unabhängigkeitskämpfer und Politiker, erster Staatspräsident
- 1922: Roger Etchegaray, französischer Geistlicher, Erzbischof von Marseilles, erster Präsident des Rates der europäischen Bischofskonferenzen, Kardinal
- 1923: Sam Rivers, US-amerikanischer Jazzmusiker
- 1923ː Lotte Rotholz, deutsche Widerstandskämpferin und Opfer des Holocaust
- 1924: Grégoire Haddad, libanesischer Geistlicher, Erzbischof von Beirut und Jbeil
- 1925: Hans Matthöfer, deutscher Politiker, MdB, mehrfacher Bundesminister
- 1925ː Rose-Marie Olischer, deutsche Neurologin und Hochschullehrerin

#### 1926–1950

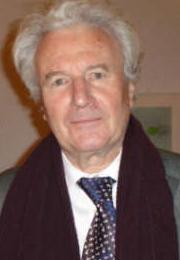
Colin Davis (* 1927)

- 1927: Colin Davis, englischer Dirigent
- 1927: Earl Zindars, US-amerikanischer Jazz-Komponist und Percussionist
- 1928: Ottavio Bugatti, italienischer Fußballspieler
- 1928: Karin Johne, evangelische Theologin
- 1930: Nino Cerruti, italienischer Mode-Designer
- 1930: Herbert Heckmann, deutscher Schriftsteller
- 1930: Chit Phumisak, thailändischer Intellektueller und Autor
- 1931: Manouchehr Atashi, persischer Dichter und Übersetzer
- 1932: Walter Bardgett, bermudischer Schwimmer
- 1932: Glenn Gould, kanadischer Pianist, Komponist, Organist und Musikautor
- 1932: Mitzi Hoag, US-amerikanische Schauspielerin
- 1933: Maxl Graf, deutscher Schauspieler
- 1933: Ian Tyson, kanadischer Country-Sänger
- 1934: John S. Bull, US-amerikanischer Raumfahreranwärter

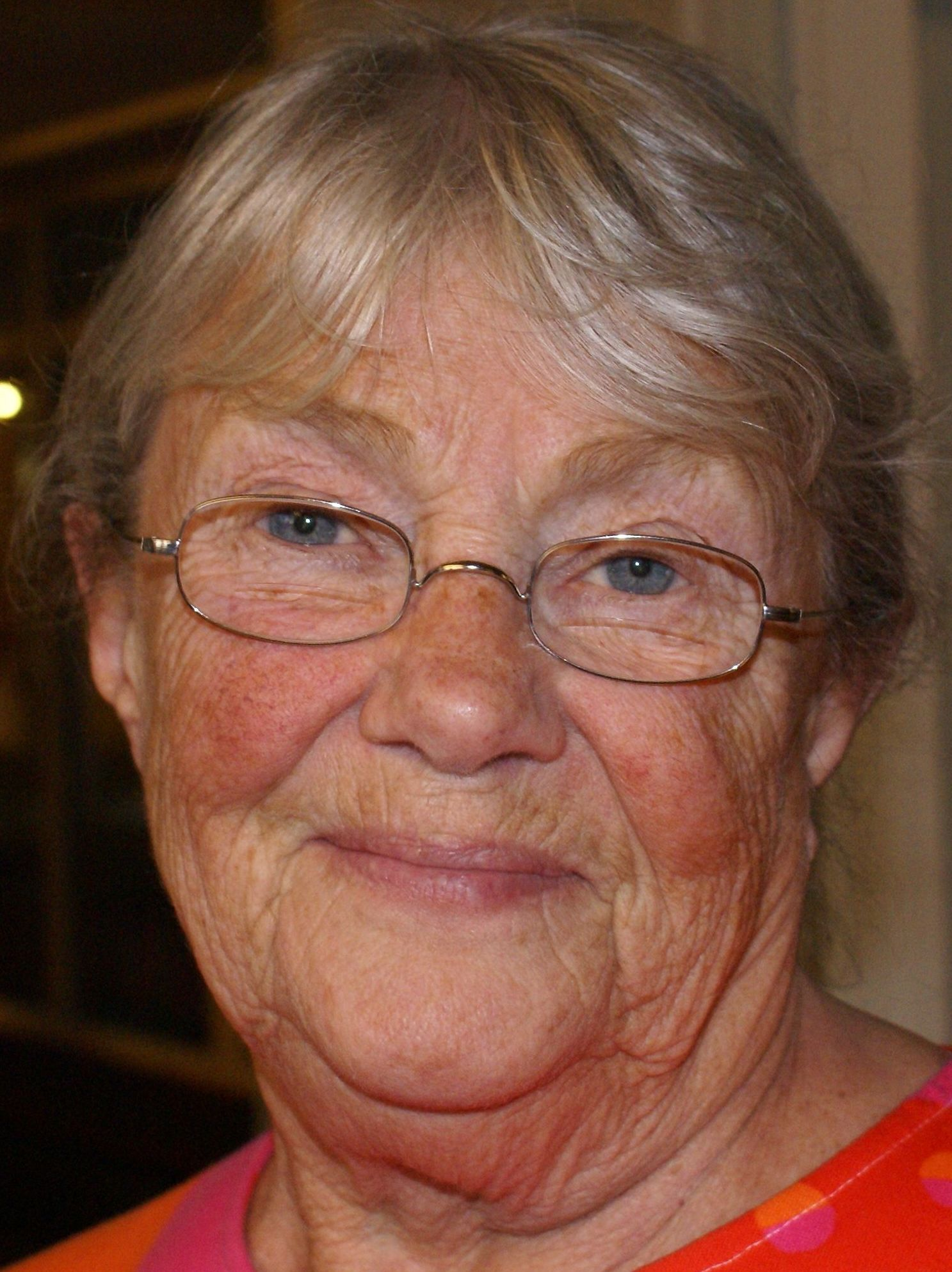
Maj Sjöwall (* 1935)

- 1935: Maj Sjöwall, schwedische Schriftstellerin und Übersetzerin
- 1936: August Kühn, deutscher Schriftsteller
- 1937: Horacee Arnold, US-amerikanischer Jazzschlagzeuger
- 1938: Neville Lederle, südafrikanischer Automobilrennfahrer
- 1938: Bill Owens, US-amerikanischer Fotograf und Brauer
- 1939: Gianfranco Leoncini, italienischer Fußballspieler
- 1939: David S. Mann, US-amerikanischer Politiker, Mitglied des Repräsentantenhauses
- 1939: Berit Nøkleby, norwegische Historikerin, Biografin und Übersetzerin
- 1939: Harald Ringstorff, deutscher Politiker, Abgeordneter der Volkskammer, MdL, Ministerpräsident von Mecklenburg-Vorpommern
- 1941: Victor Asirvatham, malaysischer Leichtathlet
- 1941: Gerhard Prautzsch, deutscher Fußballspieler
- 1941: Takao Sakurai, japanischer Boxer, Olympiasieger
- 1942: Óscar Bonavena, argentinischer Boxer
- 1942: Henri Pescarolo, französischer Automobilrennfahrer

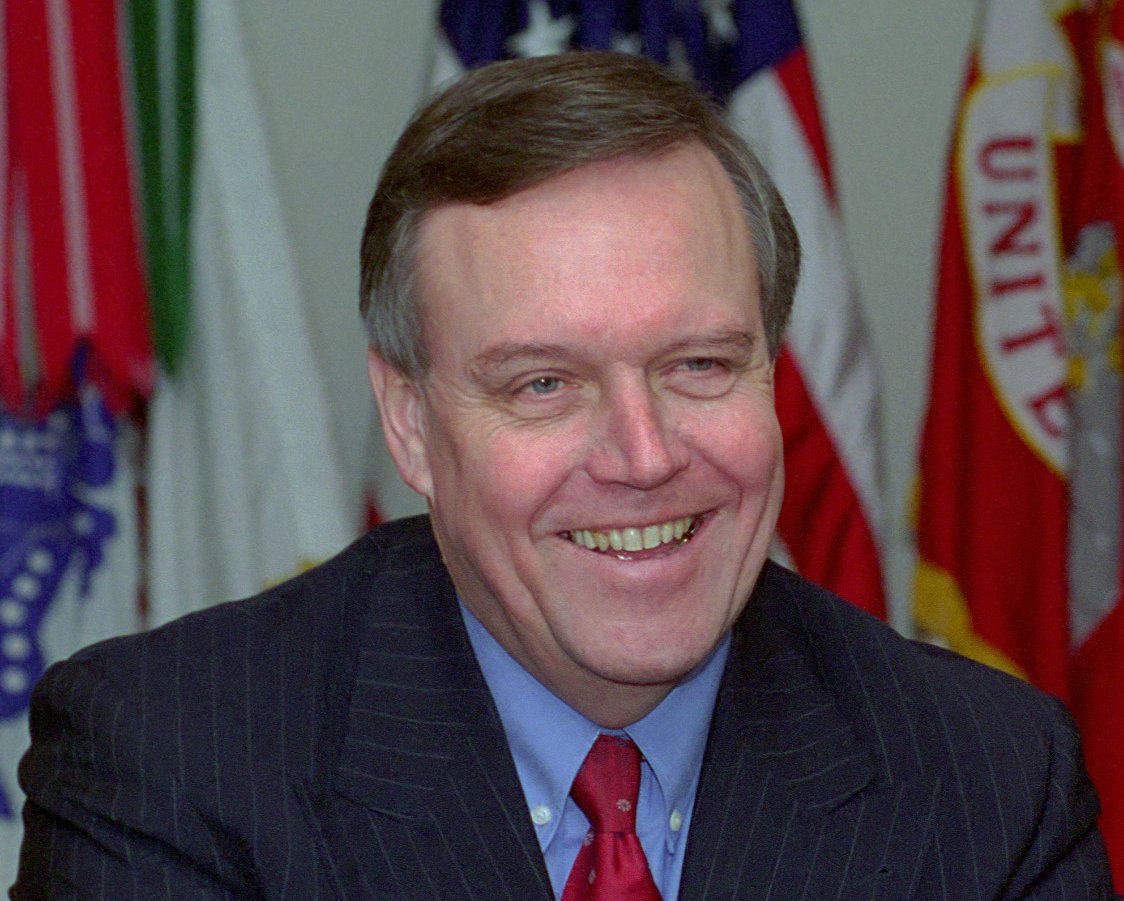
Volker Rühe (* 1942)

- 1942: Volker Rühe, deutscher Politiker, MdHB, MdB, Bundesminister
- 1942: John Taylor, britischer Jazzmusiker
- 1942: Rainer Trübsbach, deutscher Historiker
- 1943: Lee Aaker, US-amerikanischer Schauspieler
- 1943: Dieter Dorner, österreichischer Radiomoderator und Bioweinbauer
- 1943: Anna Ehrlich, österreichische Autorin, Historikerin und Juristin
- 1943: Robert Walden, US-amerikanischer Schauspieler
- 1944: Michael Douglas, US-amerikanischer Schauspieler
- 1945: Marie-Luise Apostel, deutsche Politikerin, MdL
- 1945: Dee Dee Warwick, US-amerikanische Soul-Sängerin

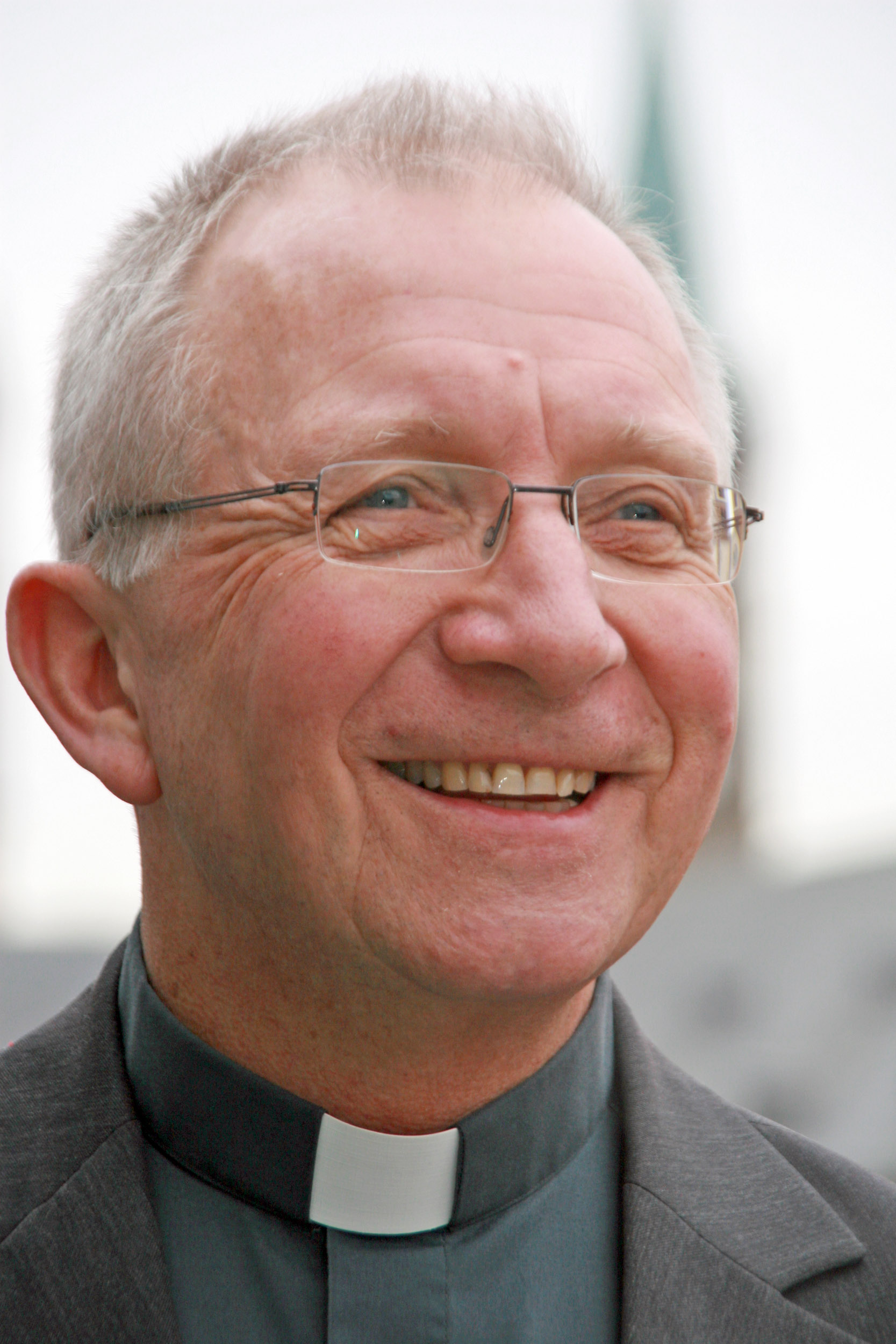
Ulrich Boom (* 1947)

- 1947: Ulrich Boom, deutscher Geistlicher, Weihbischof in Würzburg
- 1947: John Fiddler, britischer Musiker, Sänger und Songschreiber
- 1947: Wolfgang Hocquél, deutscher Kunstwissenschaftler und Denkmalpfleger
- 1948: Peter Apathy, österreichischer Jurist und Professor
- 1948: Colleen Atwood, US-amerikanische Kostümbildnerin
- 1948: Carl Axel Aurelius, schwedischer Geistlicher, Bischof von Göteborg
- 1948: Ștefan Birtalan, rumänischer Handballspieler und -trainer
- 1948: Alfred Cordes, deutscher Schriftsteller und Lehrer
- 1948: Bill Pierce, US-amerikanischer Jazz-Saxophonist
- 1949: Pedro Almodóvar, spanischer Filmregisseur
- 1949: Bertram Fleck, deutscher Kommunalpolitiker
- 1950: Helmut Schmiedt, deutscher Literaturwissenschaftler

#### 1951–1975
- 1951: Jardena Arasi, israelische Sängerin
- 1951: Mark Hamill, US-amerikanischer Schauspieler
- 1951: Manfred Praeker, deutscher Bassist und Musikproduzent
- 1952: Colin Friels, australischer Schauspieler

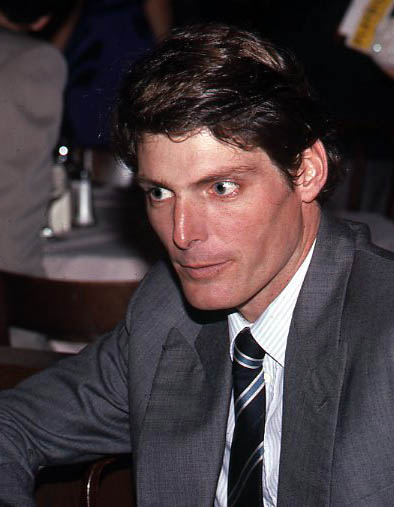
Christopher Reeve (* 1952)

- 1952: Christopher Reeve, US-amerikanischer Schauspieler
- 1953: Jean-Philippe Grand, französischer Automobilrennfahrer und Rennstallbesitzer
- 1953: Gregory Meeks, US-amerikanischer Politiker
- 1953: Liuwe Tamminga, niederländischer Organist
- 1953: Franz Thürauer, österreichischer Komponist, Musikpädagoge und Kirchenmusiker
- 1954: Antymos Apostolis, polnischer Blues- und Fusiongitarrist
- 1954: Wolfgang Kolmsee, deutscher Dreispringer
- 1955: Ludo Coeck, belgischer Fußballspieler
- 1955: Peter Müller, deutscher Politiker, Ministerpräsident des Saarlandes
- 1955: Karl-Heinz Rummenigge, deutscher Fußballspieler
- 1955: Steven Severin, britischer Bassgitarrist, Komponist und Journalist

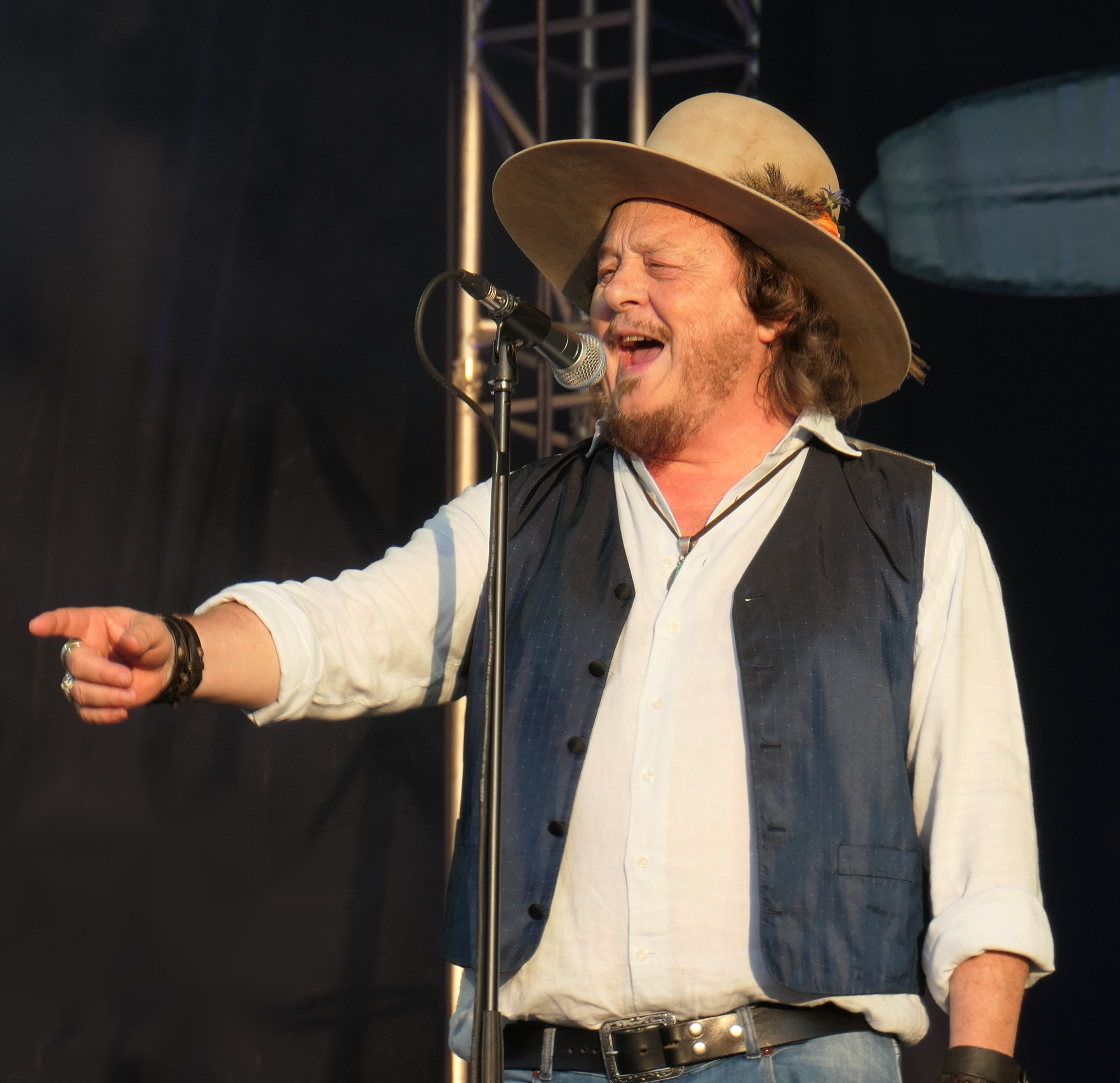
Zucchero (* 1955)

- 1955: Zucchero, italienischer Singer-Songwriter
- 1956: Peter Kwaku Atuahene, ghanaischer Bischof
- 1956: Salvatore Bagni, italienischer Fußballspieler
- 1956: Purple Schulz, deutscher Songschreiber und Musiker
- 1957: Glenn Hubbard, US-amerikanischer Baseballspieler
- 1957: Edeltraud Schubert, deutsche Turnerin
- 1959: Eduardo Mario Acevedo, uruguayischer Fußballspieler und -trainer
- 1959: Kai Erik Herlovsen, norwegischer Fußballspieler
- 1960: Ihor Bjelanow, sowjetischer und ukrainischer Fußballspieler
- 1960: Kristin Hannah, US-amerikanische Schriftstellerin
- 1960: Andrzej Stasiuk, polnischer Schriftsteller
- 1960: Sam Whipple, US-amerikanischer Schauspieler
- 1961: Rudolf Krause, österreichischer Schriftsteller

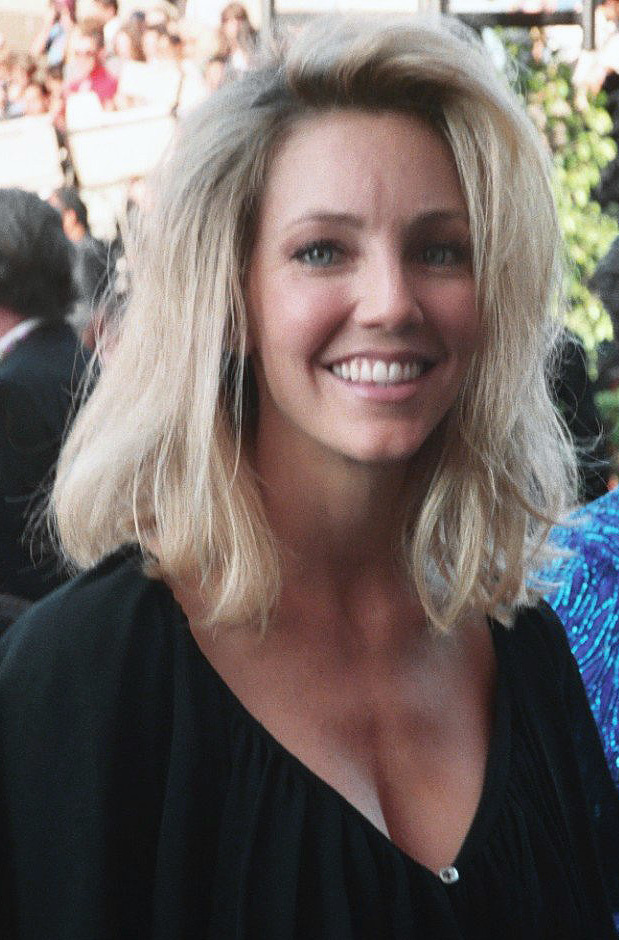
Heather Locklear (* 1961)

- 1961: Heather Locklear, US-amerikanische Schauspielerin
- 1961: Rainer Störmer, deutscher Jurist
- 1962: Joël Gaspoz, Schweizer Skirennfahrer
- 1962: Anita Stocker, deutsche Journalistin, Chefredakteurin der Zeitschrift test der Stiftung Warentest
- 1962: István Turu, ungarischer Boxer
- 1963: Tate Donovan, US-amerikanischer Schauspieler
- 1964: Michael von Au, deutscher Schauspieler
- 1964: Barbara Dennerlein, deutsche Jazzmusikerin
- 1964: Graeme English, britischer Ringer

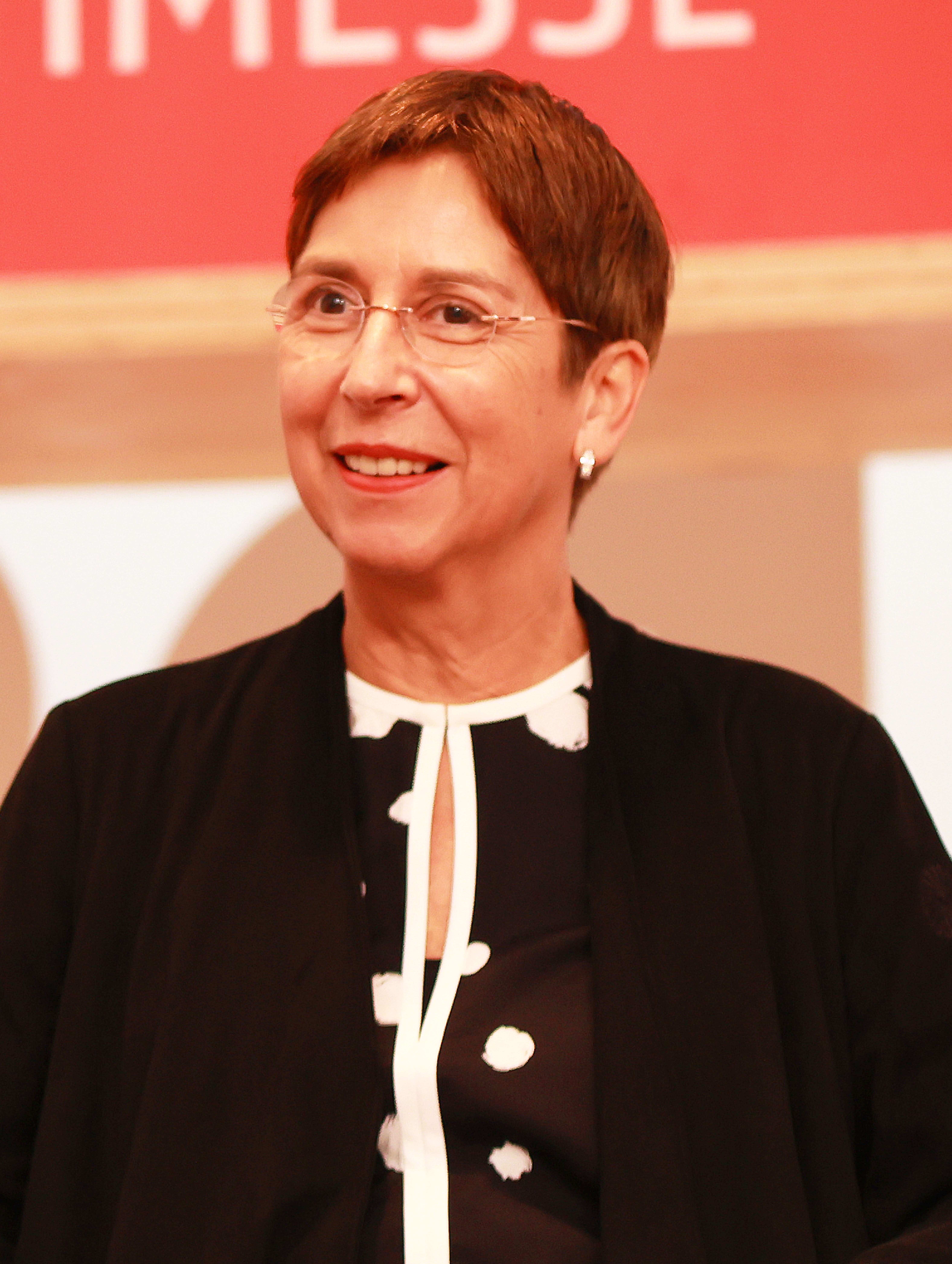
Rebecca Gablé (* 1964)

- 1964: Rebecca Gablé, deutsche Schriftstellerin
- 1964: Johan von Koskull, finnischer Regattasegler
- 1964: Carlos Ruiz Zafón, spanischer Schriftsteller
- 1965: Christine Frai, deutsche Fußballschiedsrichterin
- 1965: Scottie Pippen, US-amerikanischer Basketballspieler
- 1965: Giorgis Xylouris, griechischer Laoutospieler und Sänger
- 1966: Niccolò Ammaniti, italienischer Schriftsteller
- 1966: Jason Flemyng, britischer Schauspieler
- 1967: Joost Lijbaart, niederländischer Jazzschlagzeuger
- 1968: Tanja Dückers, deutsche Schriftstellerin

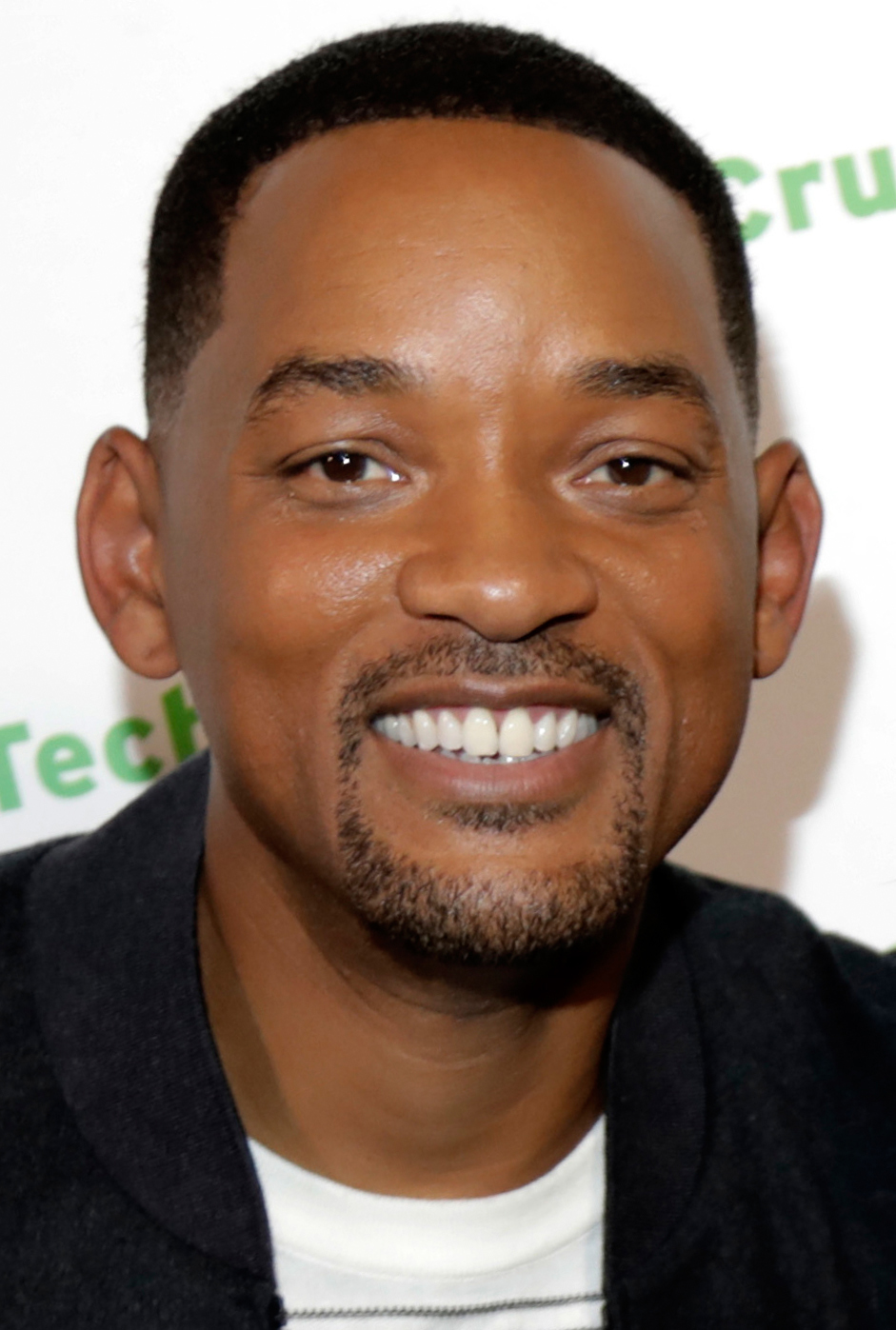
Will Smith (* 1968)

- 1968: Will Smith, US-amerikanischer Schauspieler und Rapper
- 1968: Mandy Winter, deutsche Sängerin
- 1969: Adalberto Madero, mexikanischer Rechtsanwalt und Politiker
- 1969: Robert Schupp, deutscher Schauspieler
- 1969: Hal Sparks, US-amerikanischer Schauspieler, Komiker und Sänger
- 1969: Catherine Zeta-Jones, britische Schauspielerin
- 1970: David Belhumeur, kanadischer Freestyle-Skier
- 1971: Rico Lieder, deutscher Leichtathlet
- 1971: Dorothea Schenck, deutsche Schauspielerin
- 1972: Steven Gätjen, deutsch-US-amerikanischer Moderator
- 1972: Lars Koltermann, deutscher Rudertrainer, Sportfunktionär und Rechtsanwalt
- 1973: Johnny Rodríguez, andorranischer Fußballspieler
- 1974: Pascal Arimont, belgischer Politiker
- 1974: Ebony Browne, US-amerikanische Singer-Songwriterin
- 1974: Arnim Kahofer, österreichischer Karambolagespieler, Europameister
- 1975: Declan Donnelly, britischer Moderator
- 1975: Ashley Fisher, australischer Tennisspieler

#### 1976–2000
- 1976: Chauncey Billups, US-amerikanischer Basketballspieler
- 1976: Petit, portugiesischer Fußballspieler

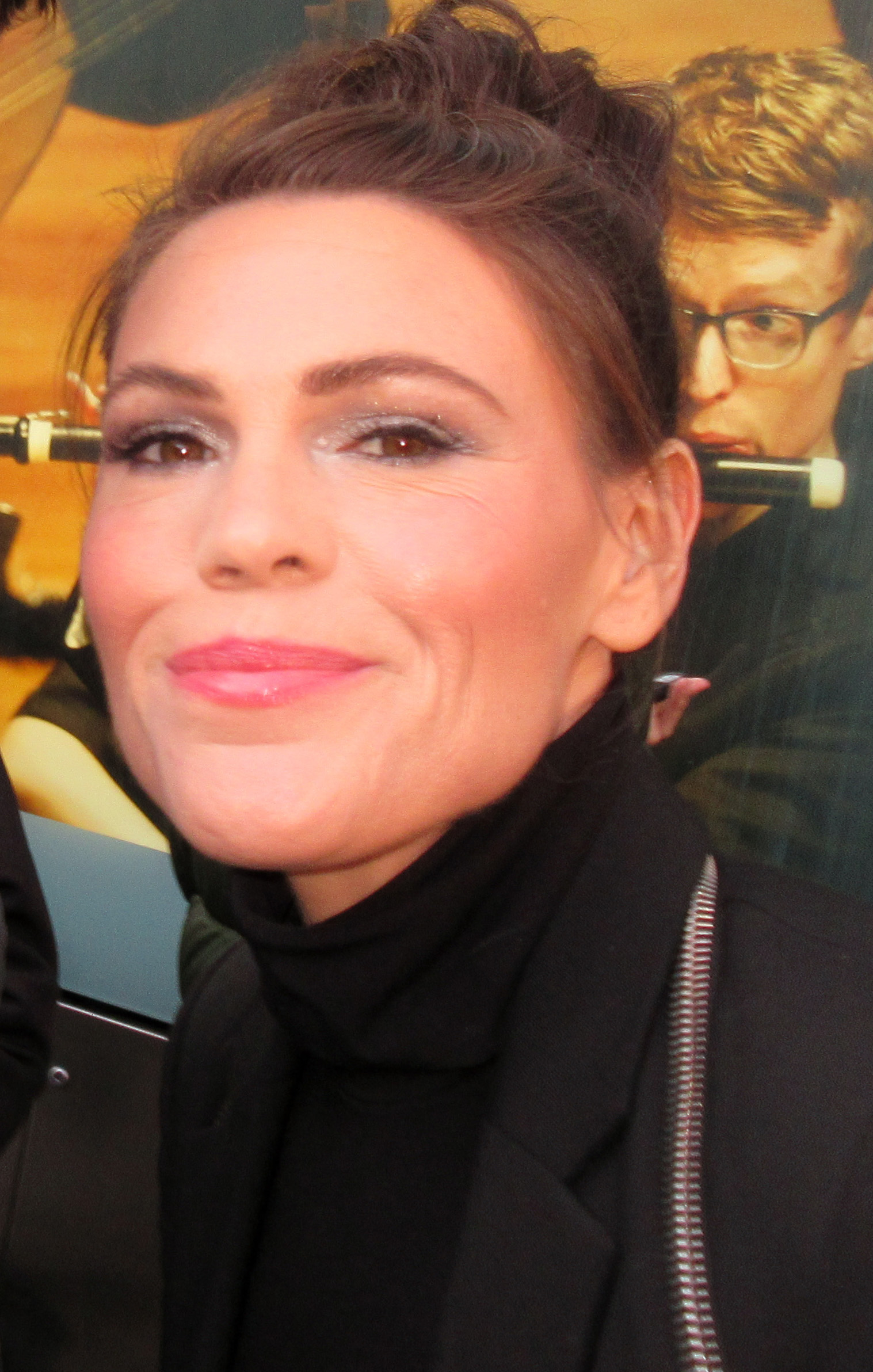
Clea DuVall (* 1977)

- 1977: Clea DuVall, US-amerikanische Schauspielerin
- 1977: Rinaldo Nocentini, italienischer Radrennfahrer
- 1978: Ryan Leslie, US-amerikanischer Musikproduzent, Sänger und Songschreiber
- 1978: Denis Pauli, deutscher Politiker
- 1980: Brisk Fingaz, deutscher Hip-Hip Produzent
- 1980: T.I., US-amerikanischer Rapper
- 1980: Matej Jug, slowenischer Fußballschiedsrichter
- 1980: Nikola Žigić, serbischer Fußballspieler
- 1982: Benjamin Griffey, deutscher Rapper (bekannt als Casper)
- 1984: Miran Burgić, slowenischer Fußballspieler
- 1984: Leonardo Moser, italienischer Radrennfahrer
- 1984: Moritz Schäpsmeier, deutscher Handballspieler

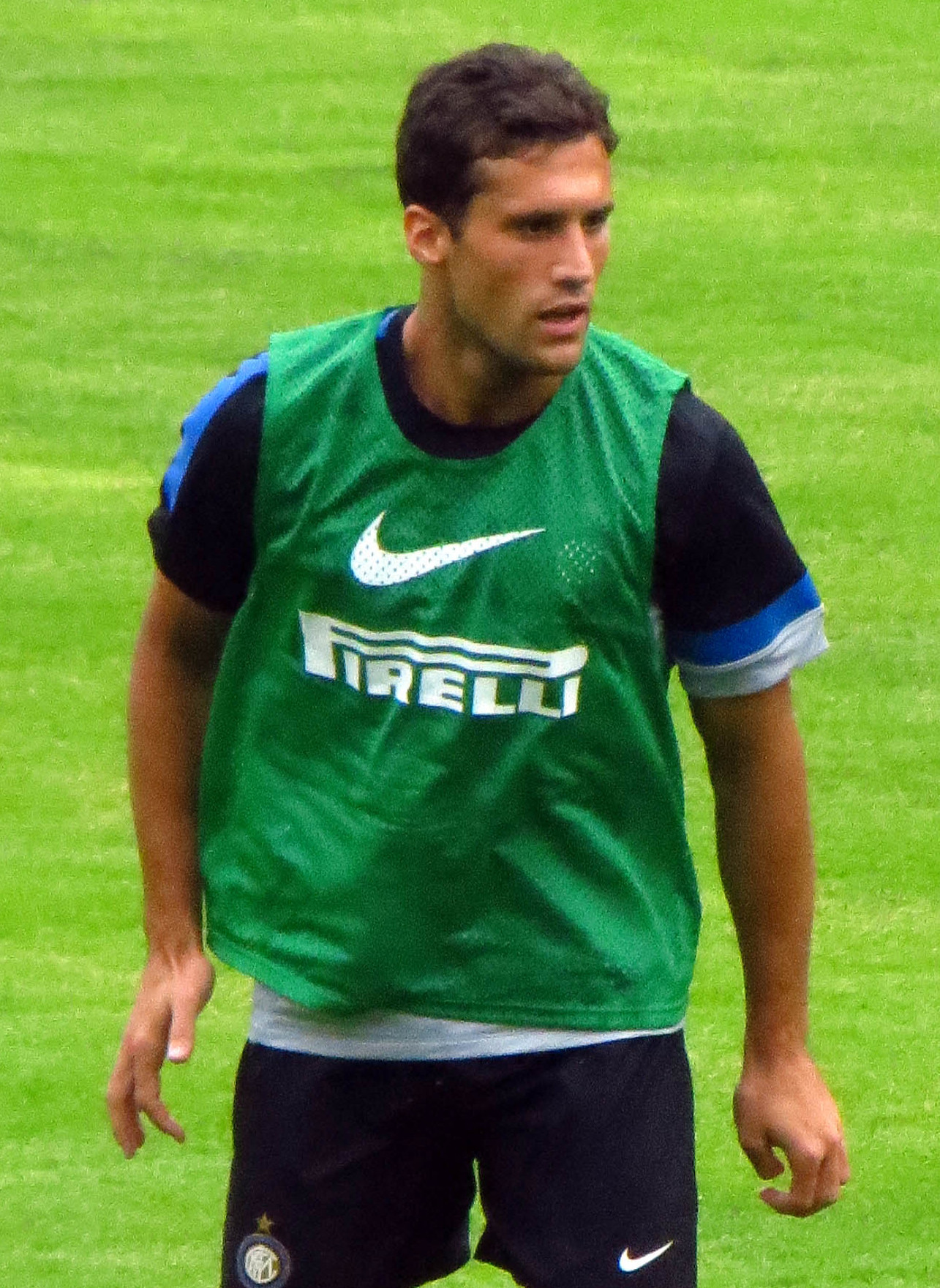
Matías Silvestre (* 1984)

- 1984: Matías Silvestre, argentinischer Fußballer
- 1984: Siphiwe Tshabalala, südafrikanischer Fußballspieler
- 1984: Hannes Volk, deutscher Handballspieler
- 1985: Nicolas Achten, belgischer Dirigent, Sänger, Lautenist, Cembalist und Harfenist
- 1985: Marvin Matip, deutsch-kamerunischer Fußballspieler
- 1985: Tino Semmer, deutscher Fußballspieler
- 1986: Assan Toqtaqynow, kasachischer Skispringer
- 1987: Franz-Xaver Brückner, deutscher Schauspieler
- 1987: Robert Francis, US-amerikanischer Singer-Songwriter
- 1987: Darren Leung, britischer Autorennfahrer
- 1987: Nicolai Müller, deutscher Fußballspieler
- 1987: Evgeni Prasolov, Handballspieler usbekischer Herkunft
- 1988: Nemanja Gordić, bosnischer Basketballspieler
- 1988: Maik Kuivenhoven, niederländischer Dartspieler
- 1989: Jordan Gavaris, kanadischer Schauspieler
- 1989: Tim Manstein, deutscher Fußballspieler
- 1989: Fernanda da Silva, brasilianische Handballspielerin
- 1990: Mao Asada, japanische Eiskunstläuferin

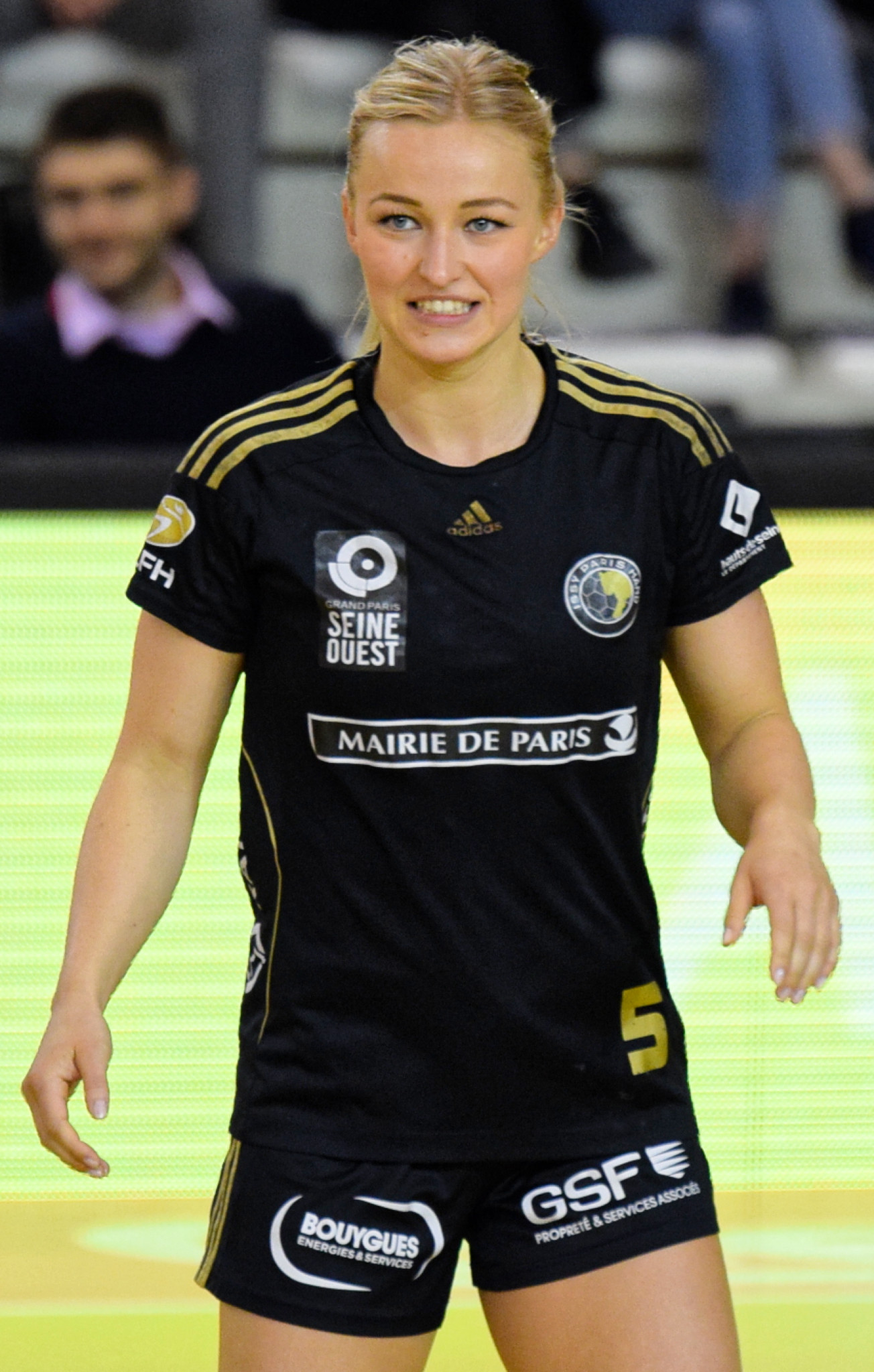
Stine Oftedal Dahmke (* 1991)

- 1991: Stine Oftedal Dahmke, norwegische Handballspielerin
- 1991: Alexander Rossi, US-amerikanischer Rennfahrer
- 1992: Zoël Amberg, Schweizer Rennfahrer
- 1992: Clara Louise, deutsche Sängerin
- 1992: Rosalía, spanische Sängerin
- 1993: Arlind Ajeti, Schweizer Fußballspieler
- 1993: Greg Tarzan Davis, US-amerikanischer Schauspieler
- 1994: Elliott Cho, US-amerikanischer Schauspieler
- 1994: Jansen Panettiere, US-amerikanischer Schauspieler und Synchronsprecher
- 1996: Lina Arndt, deutsche Popsängerin
- 1997: Anna Krywonos, ukrainische Biathletin

### 21. Jahrhundert
- 2002: Kieran Ngwenya, malawischer Fußballspieler
- 2004: Guan Chenchen, chinesische Turnerin
- 2009: Leah Jeffries, US-amerikanische Schauspielerin

## Gestorben

### Vor dem 16. Jahrhundert
- 0744: Yazid III., Kalif der Umayyaden
- 0969: Burchard, 1. Bischof von Meißen

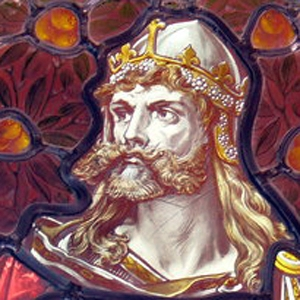
Harald III. († 1066)

- 1066: Harald III., König von Norwegen
- 1066: Toste Godwinson, Earl von Northumbria
- 1086: Wilhelm VIII., Herzog von Gascogne, Herzog von Aquitanien und Graf von Poitou
- wohl 1087: Simon I., Herr von Montfort
- 1198: John de Coutances, Bischof von Worcester
- 1254: William de Cantilupe, englischer Adeliger
- 1257: Ulrich von Haus, Bischof von Lavant
- 1259: Gerhard I. von Dhaun, Erzbischof von Mainz, Reichserzkanzler
- 1286: Matthäus von Vendôme, Abt von St. Denis und Regent von Frankreich
- 1304: Petrus de Alvernia, französischer Philosoph
- 1334: Philipp I., Herr von Piemont und Fürst von Achaia
- 1392: Sergius von Radonesch, moskowitischer Mönch, Gründer des Dreifaltigkeitsklosters in Sergijew Possad, Heiliger der orthodoxen Kirche
- 1396: Leonhard Reichartinger, bayerischer Kreuzritter
- 1396: Jean de Vienne, französischer Ritter und Admiral
- 1413: Stephan III., Herzog von Bayern-Ingolstadt
- 1420: Gérard de Montaigu der Jüngere, Bischof von Poitiers und Paris
- 1444: Gianfrancesco I. Gonzaga, Markgraf von Mantua
- 1460: Katharina, Tochter des ersten Grafen von Hanau, Reinhard II.
- 1465: Isabelle de Bourbon, französische Adlige, Herzogin von Burgund
- 1466: Ulrich I., ostfriesischer Fürst
- 1491: Johann von Burgund, Graf von Étampes, Nevers und Rethel sowie von Eu

### 16. und 17. Jahrhundert

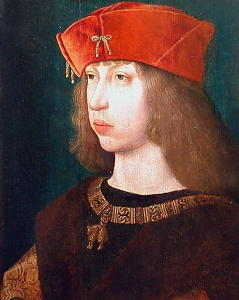
Philipp I. († 1506)

- 1506: Philipp I., Herzog von Burgund und König von Kastilien und León
- 1534: Clemens VII., Papst
- 1534: Adam Weiß, deutscher evangelischer Theologe und Reformator
- 1536: Johannes Secundus, niederländischer Rechtswissenschaftler, Dichter, Maler und Bildhauer
- 1540: Johannes III. Wolf, Abt des Zisterzienserklosters in Ebrach
- 1542: Thomas Kantzow, deutscher Chronist und Historiker
- 1544: Valerius Cordus, deutscher Botaniker, Arzt, Pharmakologe und Naturforscher
- 1550: Georg von Blumenthal, Bischof von Lebus und Ratzeburg
- 1559: Mircea Ciobanul, Woiwode der Walachei
- 1588: Tilemann Hesshus, deutscher lutherischer Theologe
- 1591: Christian I., Kurfürst von Sachsen
- 1602: Caspar Peucer, deutscher Kirchenreformer, Mathematiker, Astronom, Mediziner und Diplomat

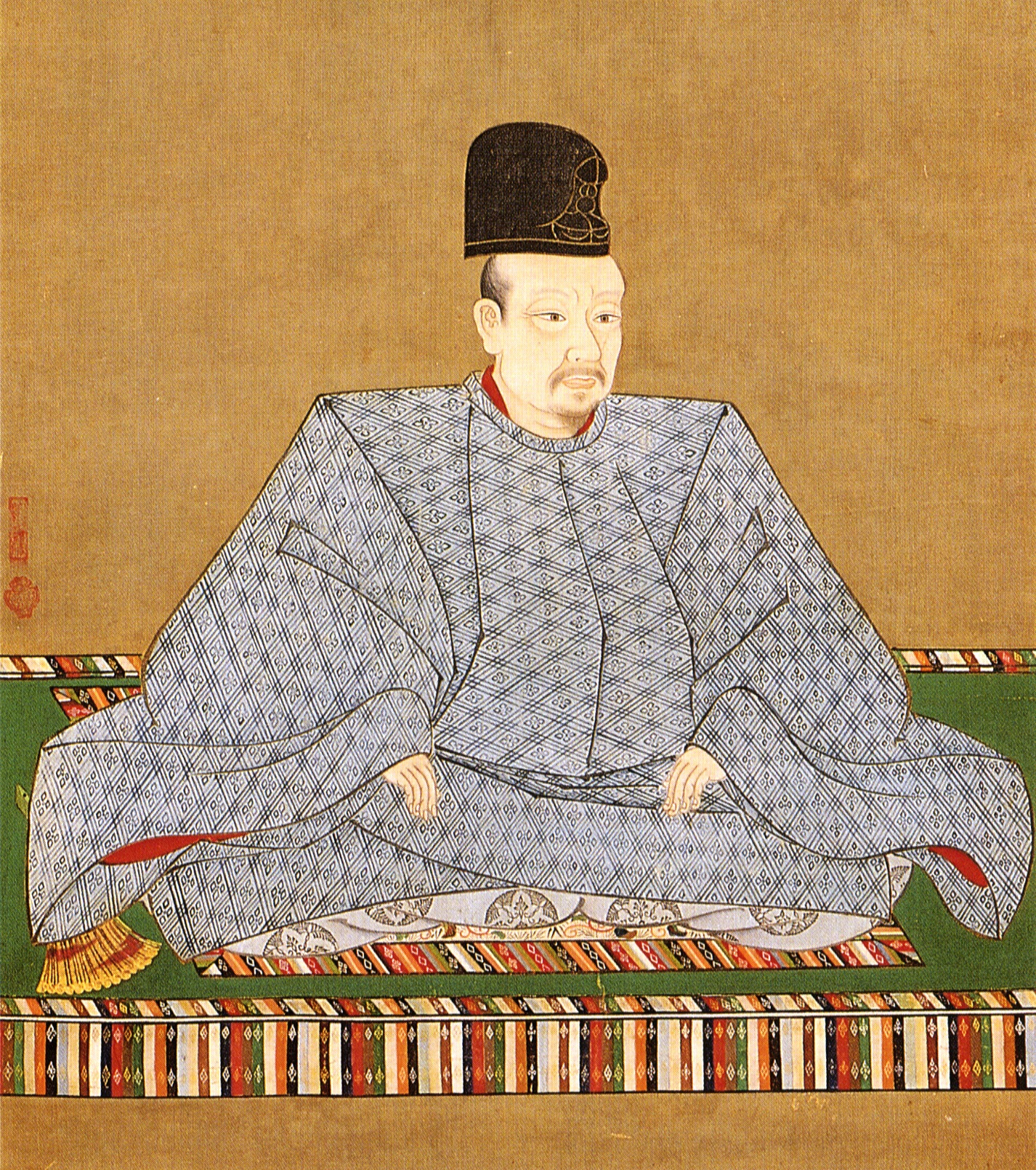
Go-Yōzei († 1617)

- 1617: Go-Yōzei, 107. Kaiser von Japan
- 1617: Francisco Suárez, spanischer Jesuit, Theologe und Philosoph
- 1621: Mary Sidney Herbert, Countess of Pembroke, englische Schriftstellerin
- 1626: Lancelot Andrewes, englischer Gelehrter, Theologe und Prediger
- 1630: Ambrosio Spinola, spanischer Adliger und Heerführer im Dreißigjährigen Krieg
- 1638: Otto Gereon von Gutmann zu Sobernheim, Weihbischof in Köln
- 1640: Philipp Karl, Fürst von Arenberg und Herzog von Aarschot
- 1649: Johann Jakob Irminger, Schweizer evangelischer Geistlicher
- 1666: Abbas II., Schah von Persien
- 1680: Samuel Butler, englischer Dichter
- 1696: Joachim Kunkler, Bürgermeister von St. Gallen (Schweiz)

### 18. Jahrhundert
- 1702: Johann Matthäus Faber, deutscher Mediziner, Leibarzt der Herzöge von Württemberg-Neuenstadt und Stadtarzt von Heilbronn
- 1712: Johann Jacob Gundling, deutscher Maler
- 1716: Johann Christoph Pez, deutscher Komponist und Kapellmeister

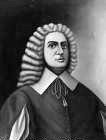
Jacques Abbadie († 1727)

- 1727: Jacques Abbadie, französischer Theologe und Schriftsteller
- 1727: Hans Moritz von Brühl, Oberhofmeister des Herzogs von Sachsen-Weißenfels
- 1732: Matthias Dropa, deutscher Orgelbauer
- 1740: Charlotte Wilhelmine Amalie Alexandrina von Nassau-Hadamar, Gräfin von Merode-Westerloo
- 1744: Jakob Tillmann von Hallberg, kurpfälzischer Hofkanzler und Konferenzminister
- 1747: Johann Gotthilf Ziegler, deutscher Komponist und Organist
- 1757: Johann Christoph Sauer, erster deutscher Buchdrucker in Nordamerika
- 1764: Daniel Stadler, deutscher Jesuit
- 1766: Michael Christoph Emanuel Hagelgans, deutscher Maler
- 1768: Simon Troger, Tiroler Elfenbeinschnitzer
- 1773: Johan Ernst Gunnerus, norwegischer Bischof, Botaniker, Ornithologe, Mykologe und Zoologe
- 1777: Johann Heinrich Lambert, deutscher Mathematiker und Physiker
- 1788: Heinrich von Bibra, Fürstbischof des Hochstift Fulda
- 1794: Paul Rabaut, französischer evangelischer Prediger und Pfarrer
- 1799: Friedrich von Hotze, österreichischer General

### 19. Jahrhundert
- 1812: Thomas Boone, britischer Gouverneur der Province of New Jersey und der Province of South Carolina

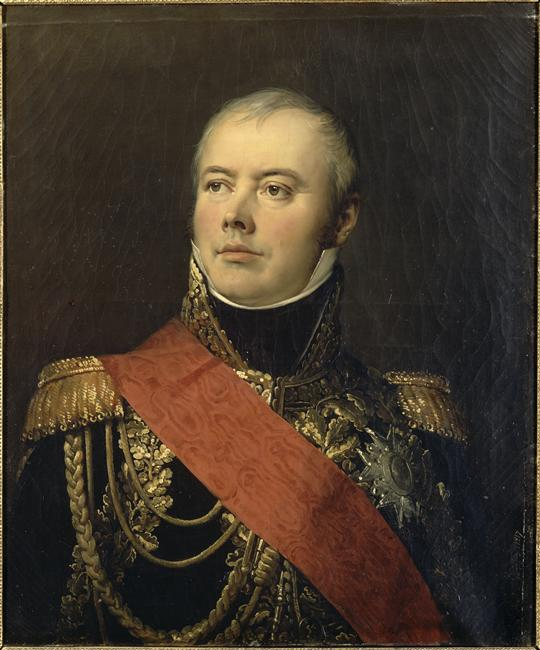
Jacques MacDonald († 1840)

- 1840: Jacques MacDonald, duc de Tarente, Marschall von Frankreich
- 1845: Heinrich Falckenberg, Verwaltungsbeamter und Berliner Ehrenbürger
- 1847: Johann Baptist Bach, österreichischer Jurist
- 1849: Johann Strauss, österreichischer Komponist und Kapellmeister
- 1853: Cécile Mendelssohn Bartholdy, Ehefrau von Felix Mendelssohn Bartholdy
- 1854: John Adams, US-amerikanischer Jurist und Politiker
- 1858: Antoine Brun-Rollet, französischer Afrikaforscher
- 1858: Amalie Schoppe, deutsche Schriftstellerin
- 1860: Georg Leonhard Zili, Schweizer Kaufmann und Bankier
- 1860: Carl Friedrich Zöllner, deutscher Komponist

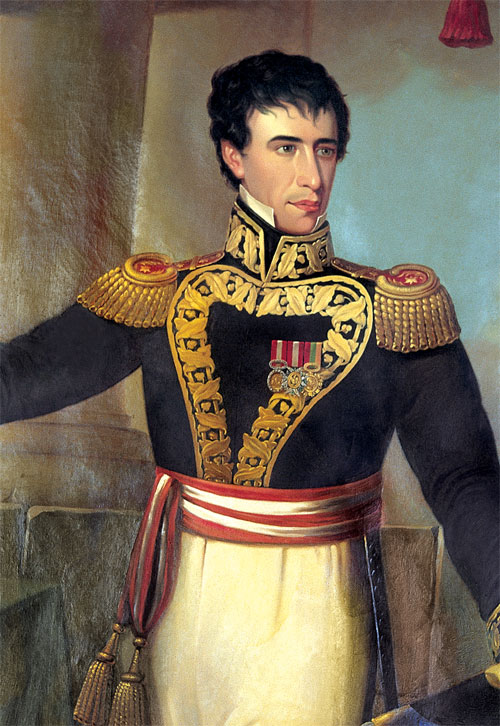
Andrés de Santa Cruz († 1865)

- 1865: Andrés de Santa Cruz, bolivianischer General, Präsident von Peru und Präsident von Bolivien
- 1870: John Braithwaite, britischer Ingenieur und Erfinder des ersten dampfbetriebenen Feuerwehrfahrzeuges
- 1871: Arvid August Afzelius, schwedischer Volksliedsammler
- 1875: Tony Franck, deutsche Pianistin
- 1876: Ernst von Bandel, deutscher Architekt, Maler und Bildhauer
- 1876: Adolf Glaßbrenner, deutscher Humorist und Satiriker
- 1878: August Petermann, deutscher Geograf und Kartografen
- 1881: Karl Aulenbach, deutscher Dichter
- 1884: Karl Appold, deutscher Maler, Zeichner und Kupferstecher
- 1893: Louise von François, deutsche Erzählerin und Schriftstellerin
- 1893: Adam Miłaszewski, polnischer Theaterleiter, Regisseur und Schauspieler
- 1898: Theodor Richter, deutscher Chemiker
- 1899: Eduard Aber, preußischer Verleger und Buchhändler

### 20. Jahrhundert

#### 1901–1950

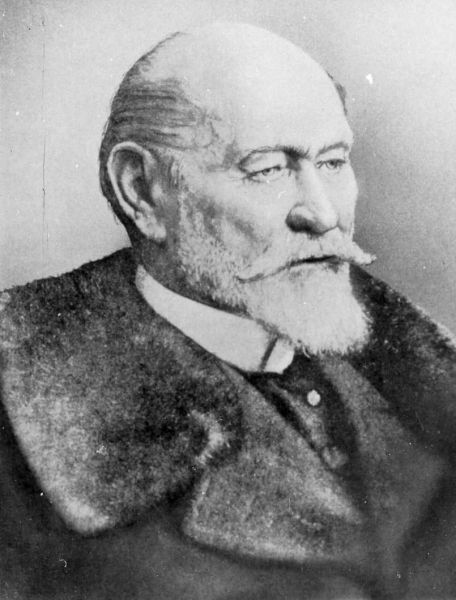
Wilhelm Oechelhäuser († 1902)

- 1902: Wilhelm Oechelhäuser, deutscher Industrieller
- 1907: Terencio Sierra, Präsident von Honduras
- 1913: Herbert William Garratt, britischer Lokomotivkonstrukteur und Erfinder
- 1914: Alfred Lichtenstein, deutscher Jurist und Schriftsteller des Expressionismus
- 1916: Julius Fučík, tschechischer Komponist und Militärkapellmeister
- 1917: Thomas Ashe, irischer Unabhängigkeitskämpfer
- 1922: Johannes Petrus Kuenen, niederländischer Physiker
- 1922: Tōkai Sanshi, japanischer Schriftsteller

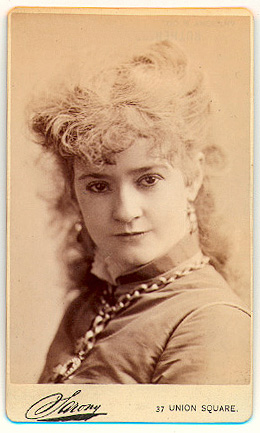
Lotta Crabtree († 1924)

- 1924ː Lotta Crabtree, US-amerikanische Bühnenschauspielerin
- 1924ː Johann Friedrich Schär, Schweizer Betriebswirtschaftler und Genossenschafter
- 1930: Abram Jefimowitsch Archipow, russischer Maler
- 1931: Ulrich von Wilamowitz-Moellendorff, deutscher Altphilologe
- 1933: Paul Ehrenfest, österreichischer Physiker
- 1935: Edward D. Swift, US-amerikanischer Astronom
- 1937: Johannes Bolte, deutscher Literaturwissenschaftler, Volkskundler und Erzählforscher
- 1939: Fridolin Holzer, deutscher Verleger, Dichter und Bürgermeister
- 1940: Damian Buck, Schweizer Benediktinerpater, Naturforscher und Pädagoge
- 1941: Foxhall Keene, US-amerikanischer Pferdezüchter und Sportler
- 1943: Josef Albisser, Schweizer Jurist und Politiker
- 1944: Walter Breisky, österreichischer Politiker, Vizekanzler
- 1944: Leo Justinus Kauffmann, elsässischer Komponist

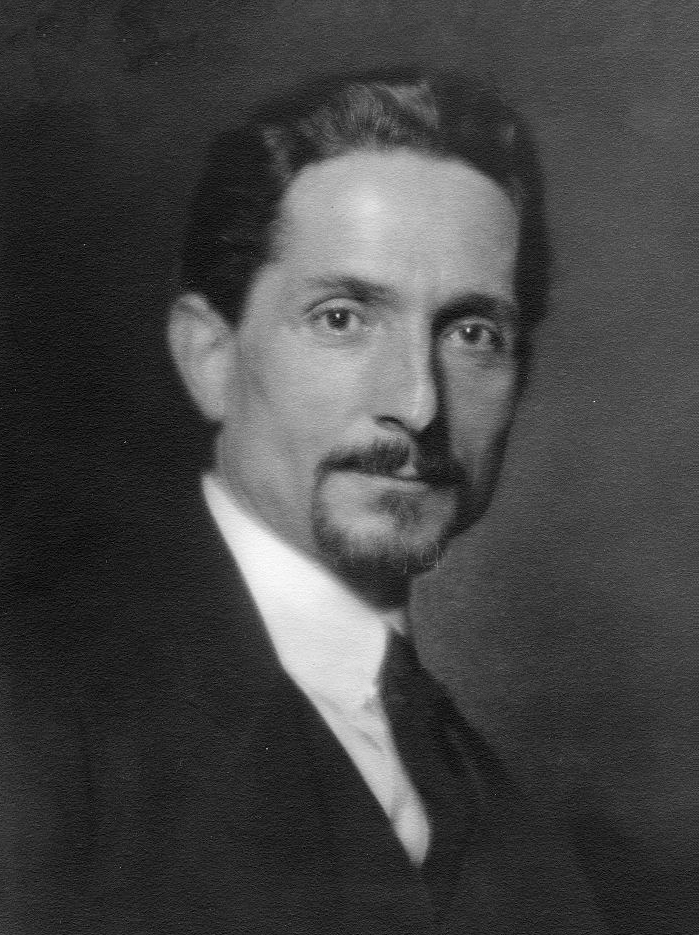
Jakob Schaffner († 1944)

- 1944: Jakob Schaffner, Schweizer Schriftsteller
- 1944: Alma Siedhoff-Buscher, deutsche Designerin und Kunsthandwerkerin
- 1945: Julius Korngold, österreichischer Musikkritiker und Publizist
- 1945: Rudolf Krauss, deutscher Germanist und Literaturhistoriker
- 1946: Heinrich George, deutscher Schauspieler und Intendant
- 1946: Franz von Hoeßlin, deutscher Dirigent und Komponist
- 1947: Joseph H. August, US-amerikanischer Kameramann
- 1947: Fritz Theodor Kuhnen, deutscher Politiker, MdR
- 1948: Oskar von Niedermayer, deutscher Offizier, Professor und Abenteurer

#### 1951–1975
- 1951: Hans Naumann, deutscher Altgermanist und Volkskundler
- 1953: William Brede Kristensen, norwegischer Kirchenhistoriker
- 1954: Vitaliano Brancati, italienischer Schriftsteller

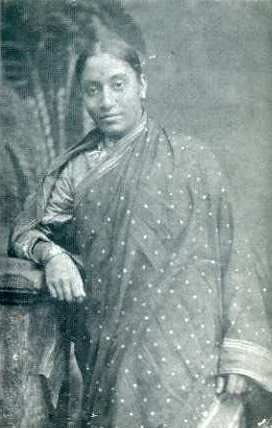
Rakhmabai († 1955)

- 1955: Rakhmabai, indische Sozialreformerin und Ärztin
- 1956: Khadr El-Touni, ägyptischer Gewichtheber
- 1957: Albertine Morin-Labrecque, kanadische Komponistin, Pianistin und Musikpädagogin
- 1958: Ludwig Crüwell, deutscher General
- 1958: Viktor Schauberger, österreichischer Förster, Forscher und Erfinder
- 1958: John B. Watson, US-amerikanischer Psychologe
- 1958: Friedrich Weigle, deutscher Orgelbauer
- 1959: Paul Artaria, Schweizer Architekt und Ausbilder von Gestaltern
- 1960: Franz Engeln, deutscher Landespolitiker
- 1962: Thomas Ohm, deutscher Benediktinerpater, Theologe und Missionswissenschaftler
- 1963: Sabine Föllinger, deutsche klassische Philologin
- 1963: Kurt Zeitzler, deutscher Generaloberst und Generalstabschef des Heeres während des Zweiten Weltkrieges
- 1966: Heinrich Niebes, deutscher Politiker
- 1967: Eduardo Aunós Pérez, spanischer Diplomat und Politiker
- 1968: Hans F. K. Günther, deutscher Eugeniker, Miturheber der nationalsozialistischen Rassenideologie (Rassenpapst)
- 1968: Cornell Woolrich, US-amerikanischer Kriminalautor
- 1969: Paul Scherrer, Schweizer Physiker

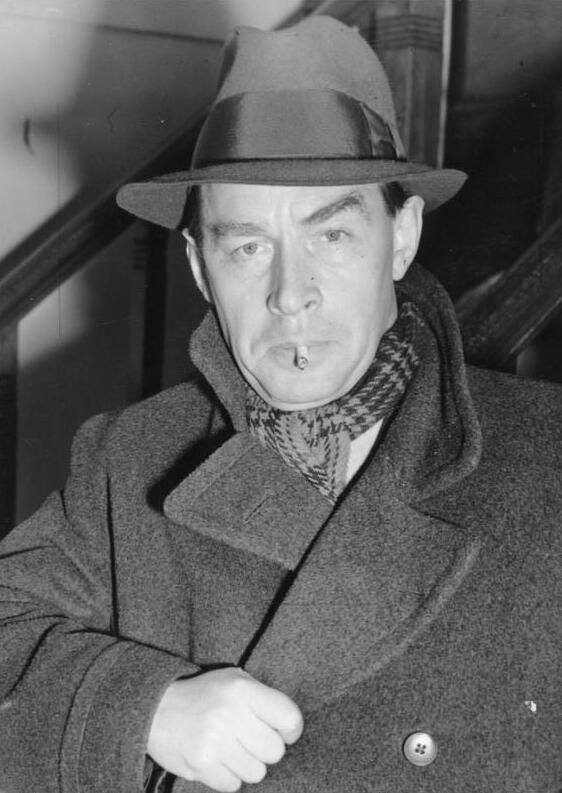
Erich Maria Remarque († 1970)

- 1970: Erich Maria Remarque, deutscher Schriftsteller
- 1971: Hugo Black, US-amerikanischer Politiker und Jurist
- 1972: Alejandra Pizarnik, argentinische Dichterin
- 1972: Friedrich Schröder, deutscher Komponist
- 1973: Rudolf Bäumer, deutscher Politiker und MdB

#### 1976–2000
- 1976: Walter Lackner, deutscher General
- 1976: Carlo Mattrel, italienischer Fußballspieler
- 1977: Gerhard Winkler, deutscher Komponist von Unterhaltungsmusik
- 1978: Luigi Allemandi, italienischer Fußballspieler

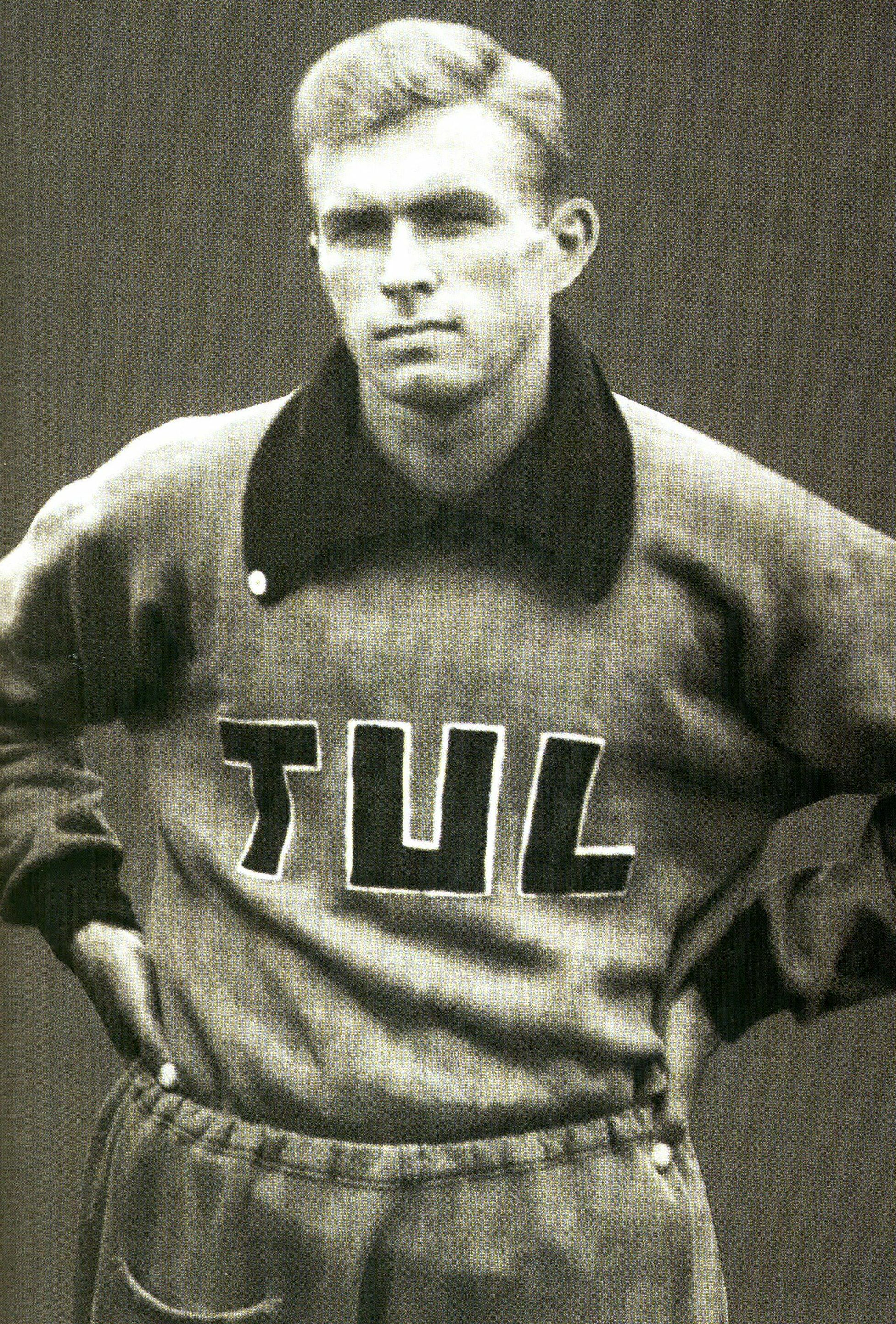
Tapio Rautavaara († 1979)

- 1979: Tapio Rautavaara, finnischer Leichtathlet, Musiker und Schauspieler
- 1980: John Bonham, britischer Schlagzeuger (Led Zeppelin)
- 1980: Charles H. Elston, US-amerikanischer Politiker
- 1980: Lewis Milestone, US-amerikanischer Regisseur
- 1981: Hermann Glüsing, deutscher Landwirt und Politiker
- 1983: Leopold III., König von Belgien
- 1984: Erich Arendt, deutscher Lyriker und Übersetzer
- 1984: Walter Pidgeon, US-amerikanischer Schauspieler
- 1985: Pál Kucsera, ungarischer Radsportler
- 1986: Hans Batz, deutscher Politiker und MdB
- 1986: Marcel Rüedi, Schweizer Bergsteiger
- 1986: Nikolai Nikolajewitsch Semjonow, russischer Chemiker, Nobelpreisträger
- 1987: Mary Astor, US-amerikanische Schauspielerin
- 1987: Hermann Gutmann, deutscher Unternehmer

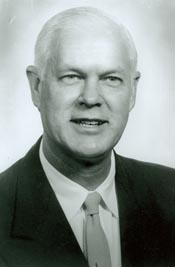
LeRoy H. Anderson († 1991)

- 1991: LeRoy H. Anderson, US-amerikanischer Politiker
- 1991: Klaus Barbie, deutscher Nationalsozialist, Kriegsverbrecher (Schlächter von Lyon)
- 1992: Leslie Denison, britischer Schauspieler
- 1992: Tibor Kemény, ungarischer Fußballspieler und -trainer
- 1992: César Manrique, spanischer Künstler, Architekt, Bildhauer und Umweltschützer
- 1992: Max Vehar, deutscher Unternehmer und Politiker, MdB
- 1993: Charlotte Prinz, deutsche Malerin
- 1993: Manlio Scopigno, italienischer Fußballspieler und -trainer
- 1994: Louis Ferdinand von Preußen, preußischer Prinz
- 1994: Mari Sabusawa Michener, amerikanische Philanthropin, Kunstsammlerin und Aktivistin
- 1994: Charles Van Riper, amerikanischer Sprachtherapeut
- 1996: Heinz Engelmann, deutscher Schauspieler und Synchronsprecher
- 1996: Konstantin Mach, Benediktinerpater, Lehrer, Rektor und Komponist
- 1997: Jean Françaix, französischer Komponist
- 1999: Marion Zimmer Bradley, US-amerikanische Fantasy-Schriftstellerin
- 2000: Tommy Reilly, kanadischer Musiker
- 2000: R. S. Thomas, walisischer Lyriker

### 21. Jahrhundert
- 2001: Robert Floyd, amerikanischer Informatiker
- 2001: Herbert Klein, deutscher Schwimmer
- 2002: Kurt Dietzel, deutscher Mediziner und Hochschullehrer
- 2003: Aqila al-Haschimi, irakische Politikerin
- 2003: Herb Gardner, amerikanischer Cartoonist, Dramatiker und Drehbuchautor
- 2003: Josef Guggenmos, deutscher Lyriker und Kinderbuchautor
- 2003: Birgit Jürgenssen, österreichische Fotografin

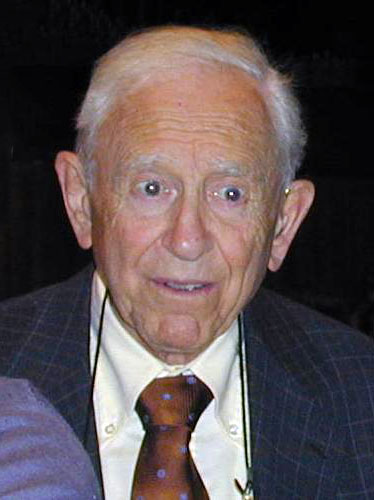
Franco Modigliani († 2003)

- 2003: Franco Modigliani, italienischer Wirtschaftswissenschaftler, Nobelpreisträger
- 2003: George Plimpton, US-amerikanischer Schriftsteller
- 2003: Edward Said, palästinensischer Literaturtheoretiker und Kritiker
- 2004: Marvin Davis, US-amerikanischer Multimilliardär
- 2005: Don Adams, US-amerikanischer Schauspieler
- 2005: George Archer, US-amerikanischer Golfspieler
- 2005: Georges Arvanitas, französischer Jazz-Pianist und Hammond-Orgel-Spieler
- 2005: Lou Carter, US-amerikanischer Jazzpianist
- 2005: Steve Marcus, US-amerikanischer Saxophonist
- 2006: John M. Ford, US-amerikanischer Schriftsteller
- 2006: Safia Hama Dschan, afghanische Lehrerin und Frauenrechtlerin
- 2007: Haidar Abdel-Shafi, palästinensischer Arzt und Politiker
- 2008: Arthur Glenn Andrews, US-amerikanischer Politiker
- 2009: Liselotte Ebnet, deutsche Operetten- und Musicalsängerin
- 2009: Pierre Falardeau, frankokanadischer Regisseur und politischer Aktivist

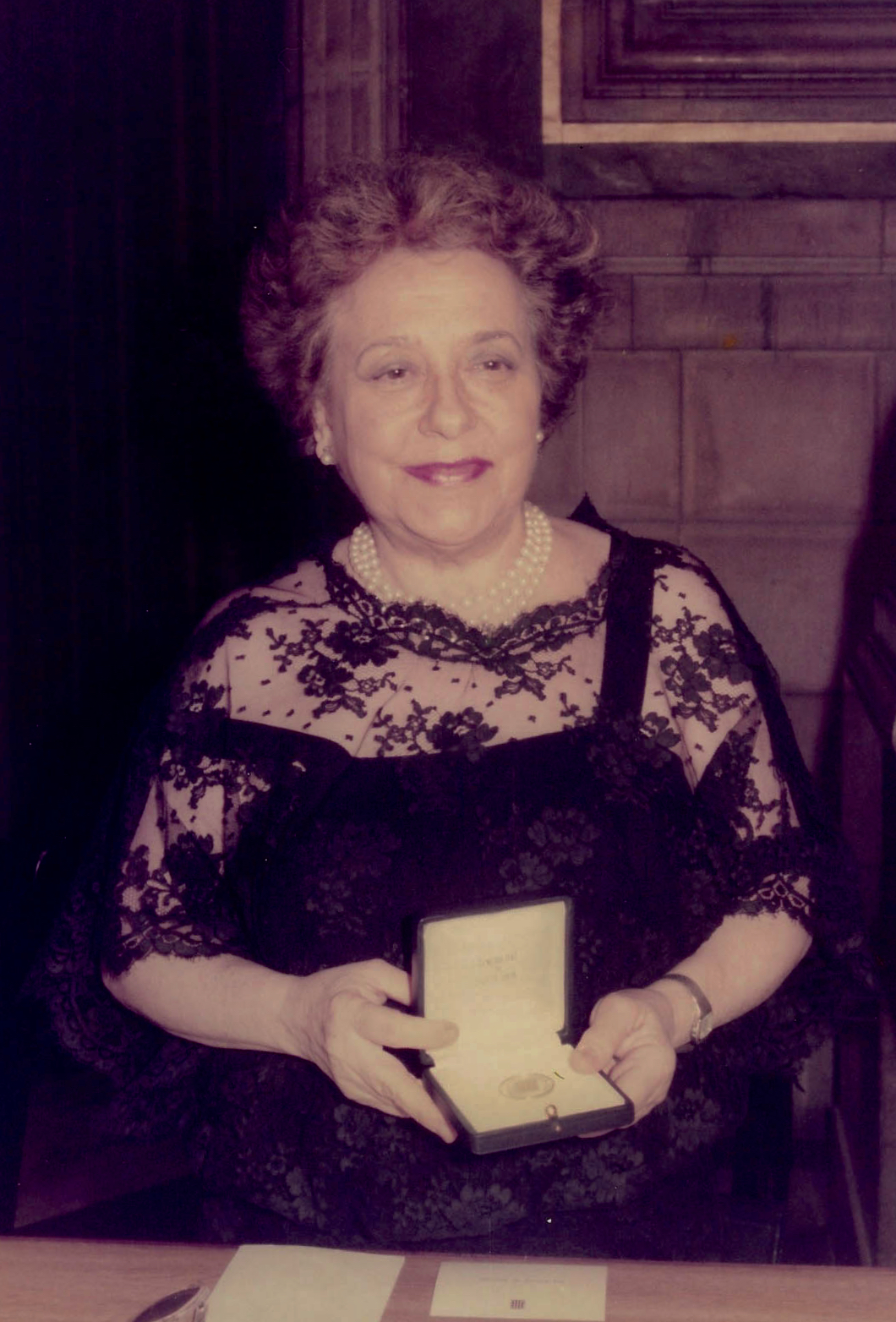
Alicia de Larrocha († 2009)

- 2009: Alicia de Larrocha, spanische Pianistin
- 2011: Wangari Maathai, kenianische Friedensnobelpreisträgerin
- 2012: Neşet Ertaş, türkischer Musiker
- 2012: Andy Williams, US-amerikanischer Sänger und Entertainer
- 2013: Elisabeth Borchers, deutsche Lyrikerin und Schriftstellerin
- 2013: Cándida López, spanische Schauspielerin
- 2013: Hans-Joachim Rotzsch, deutscher Sänger und Chorleiter
- 2014: Farid Belkahia, marokkanischer Maler und Bildhauer
- 2014: Oz, deutscher Graffiti-Künstler
- 2014: Dorothy Tyler, britische Leichtathletin
- 2015: Pat Dunne, irischer Fußballspieler und -trainer
- 2015: Carol Rama, italienische Malerin
- 2016: Hagen Liebing, deutscher Musiker

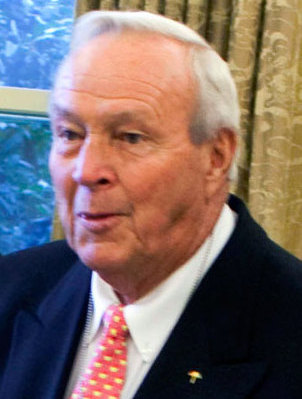
Arnold Palmer († 2016)

- 2016: Arnold Palmer, US-amerikanischer Profigolfer
- 2017: Elizabeth Dawn, britische Schauspielerin
- 2017: Helga Grebing, deutsche Historikerin
- 2017: Folke Rabe, schwedischer Komponist, Jazzposaunist, Musikproduzent und Rundfunkredakteur
- 2018: Helena Almeida, portugiesische Fotografin und Konzeptkünstlerin
- 2018: Maria Jonas, österreichische Feministin
- 2018: Wenceslao Selga Padilla, philippinischer Ordensgeistlicher und Apostolischer Präfekt von Ulaanbaatar.
- 2019: Jutta-Regina Ammer, deutsche Fotografin und Malerin
- 2019: Paul Badura-Skoda, österreichischer Pianist, Klavierpädagoge, Musikschriftsteller und Herausgeber
- 2019: Donald Nicholls, Baron Nicholls of Birkenhead, britischer Jurist und Politiker
- 2020: Christine Hunt, australische Speerwerferin
- 2020: Conrad Roland, deutscher Architekt
- 2021: Théoneste Bagosora, ruandischer Militärangehöriger und Völkermordtäter
- 2021: Reinhard Schult, deutscher Bürgerrechtler und Politiker
- 2021: Bo Kaiser, schwedischer Regattasegler
- 2022: Aïcha Ech-Chenna, marokkanische Frauenrechtlerin
- 2022: Robert Steckle, kanadischer Ringer
- 2022: Rafael Arkadu Tschimischkjan, sowjetischer Gewichtheber
- 2023: Marie-Thérèse Escribano, österreichische Sängerin und Kabarettistin

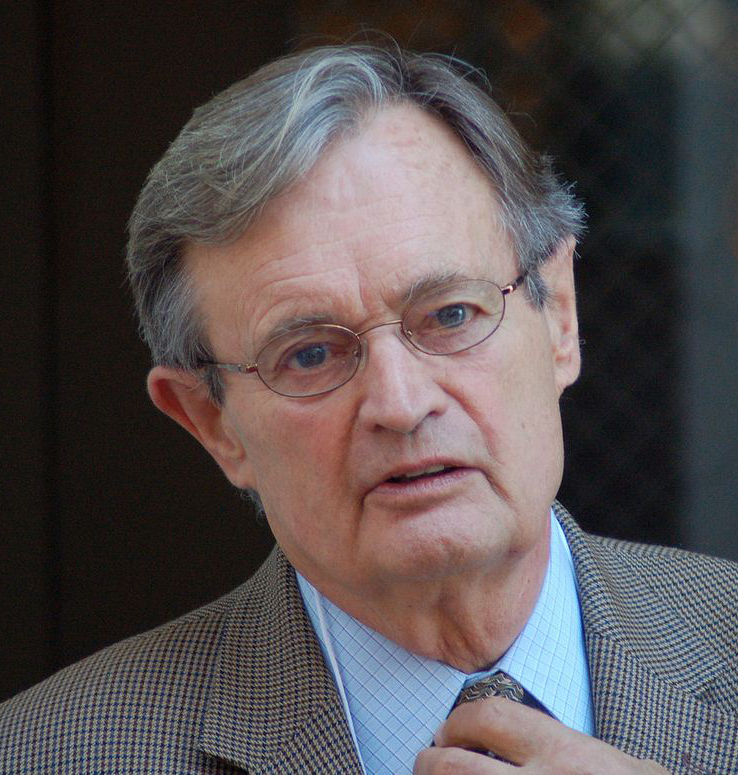
David McCallum († 2023)

- 2023: David McCallum, britischer Schauspieler und Musiker
- 2023: Nogoi Njie, gambische Politikerin und Folteropfer
- 2023: Anneke Uittenbosch, niederländische Cembalistin
- 2024: Leonard Compagno, US-amerikanischer Meeresbiologe
- 2024: John Warwick Montgomery, US-amerikanischer Theologe, Anwalt und Autor
- 2024: Vassula Rydén, ägyptische Autorin

## Feier- und Gedenktage
- Kirchliche Gedenktage
  - Paul Rabaut, französischer Prediger und Pfarrer (evangelisch)
  - Hl. Niklaus von Flüe, Schweizer Einsiedler und Asket, Mystiker und Schutzpatron (römisch-katholisch im deutschen Sprachgebiet, ansonsten ist der römisch-katholische und evangelische Gedenktag am 21. März)

- Namenstage
  - Klaus, Trygve

Weitere Einträge enthält die Liste von Gedenk- und Aktionstagen.